# Inglaterra
Inglaterra (en inglés, England /ˈɪŋɡlənd/; en córnico, Pow Sows) es una de las cuatro naciones constituyentes del Reino Unido. Su territorio está formado geográficamente por la parte sur y central de Gran Bretaña, isla que comparte junto a Escocia y Gales, y cerca de 100 islas más pequeñas como las islas Sorlingas y la isla de Wight. Su capital y ciudad más poblada es Londres. Limita al norte con Escocia, al oeste con Gales —sus dos fronteras terrestres—, al noroeste con el mar de Irlanda, al suroeste con el mar Celta, al este con el mar del Norte y al sur con el canal de la Mancha. Inglaterra contiene el 84 % de la población y produce el 85 % del PIB del Reino Unido.
El territorio actual de Inglaterra ha estado habitado por varias culturas desde hace cerca de 35 000 años. Toma su nombre de los anglos, uno de los pueblos germánicos que se establecieron en el lugar durante los siglos V y VI. Se convirtió en un Estado unificado en el año 927 y desde la era de los descubrimientos, que comenzó en el siglo XV, ha tenido un gran impacto cultural y legal en todo el mundo. El idioma inglés, la Iglesia anglicana y el Derecho de Inglaterra —tomado como base para el sistema jurídico de muchos otros países del mundo— se desarrollaron en Inglaterra, y el sistema parlamentario de gobierno ha sido mayormente adoptado por otras naciones.
El territorio de Inglaterra está formado, principalmente por colinas bajas y llanuras, sobre todo en el centro y el sur del país. Sin embargo, hay terrenos de montaña en el norte (por ejemplo, el parque nacional del Distrito de los Lagos y los Peninos) y en el oeste (por ejemplo, Dartmoor y las colinas de Shropshire). La capital es Londres, que tiene la mayor área metropolitana del Reino Unido. La población de Inglaterra, de 56,3 millones de habitantes, comprende el 84 % de la población del Reino Unido, concentrada en gran medida en torno a Londres, el sureste y las conurbaciones de las Midlands, la región del Noroeste, el noreste y Yorkshire, que se desarrollaron como grandes regiones industriales durante el siglo XIX.
El Reino de Inglaterra —que desde 1284 también incluía a Gales— fue un estado independiente hasta 1707, fecha en la que la reina Ana de Gran Bretaña firmó el Acta de Unión con Escocia, para crear el Reino de Gran Bretaña. En 1801 el Reino de Irlanda se unió al Reino de Gran Bretaña creando así el Reino Unido de Gran Bretaña e Irlanda hasta 1922. Con la independencia y partición de Irlanda desde entonces es el Reino Unido de Gran Bretaña e Irlanda del Norte.

## Etimología
En la actualidad, esta isla, siguiendo el número de libros en los que está escrita la ley divina, contiene cinco naciones: las de los ingleses, los bretones, los escotos, los pictos y los latinos, y cada una de ellas cultiva en su lengua particular el estudio sublime de la verdad divina.
Beda el Venerable

Al terminar el mandato romano sobre Britania (la parte sur de Gran Bretaña), la isla fue invadida, tanto por pueblos celtas procedentes de Escocia e Irlanda como por pueblos germánicos venidos de los actuales Países Bajos, Alemania, y Dinamarca, principalmente anglos, sajones y jutos. Estas tribus acabaron fusionándose entre sí y, en cierta forma, con la población local, principalmente los britones, fundando una serie de reinos en el sureste de Britania. A esta zona le dieron los francos el nombre latino Anglae terra (Tierra de los anglos), que más tarde pasó a utilizarse en la mayor parte de Europa. Posteriormente, los propios ingleses tradujeron este nombre como England.
Es curioso que el nombre de este territorio varía dependiendo de dónde provenga la denominación: para los europeos continentales, el nombre de «Tierra de los anglos» fue el que perduró, aun cuando los anglos estaban más al norte que los reinos sajones en la isla. Sin duda alguna, influyó el hecho de que los reinos anglos de Northumbria, Mercia y Anglia Oriental abarcaban el 80 % del territorio de la Heptarquía y a ellos correspondió la supremacía política durante los siglos VI y VII, especialmente durante los reinados de Edwin de Northumbria y de Penda y Offa de Mercia. A esta supremacía política de los anglos se unió una primacía cultural, pues los monasterios de Northumbria, especialmente el de Lindisfarne, se convirtieron en centros culturales de primer orden, de donde surgieron grandes figuras como Alcuino de York y Beda el Venerable, que tuvieron una gran influencia en el desarrollo de la cultura de la Europa merovingia y carolingia. Además, concurría un hecho que jugaba en contra de una hipotética Saxonland; y es que en el continente, en la frontera oriental del reino de los francos, se asentaba el pueblo de los sajones continentales, que tras ser sometido por Carlomagno, se integró en el Imperio carolingio y posteriormente en el Sacro Imperio. El uso de los términos Anglia y angli esquivaba molestas homonimias y evitaba la posibilidad de confundir a los anglosajones con los sajones del continente.
En el marco de los propios anglosajones, la Historia Eclesiástica Gentis Anglorum de Beda el Venerable marca una tendencia. En esta obra, las palabras angli, angelfolc y gentis anglorum se utilizan en un doble sentido: en un sentido amplio, designan a todos aquellos pueblos de lengua germánica que invadieron Gran Bretaña a finales del siglo V y principios del VI, ya fueran anglos, jutos o sajones. En un sentido estricto, tales términos se referían exclusivamente a la tribu de los anglos, excluyendo a los jutos y los sajones. Esta terminología fue aceptada incluso por los sajones de Wessex, que a partir de Alfredo el Grande, se titulaban a sí mismos como Rex Saxonum et Anglorum (reyes de los anglos). Sin duda alguna, influyó el hecho de que a partir del tratado de Wedmore (878) y la conquista de Londres, amplias zonas habitadas por anglos cayeran en poder del rey Alfredo. Precisamente fue este monarca el que, a pesar de ser sajón, hizo todo lo posible por patrocinar una identidad paninglesa entre los pueblos de habla anglosajona de Britannia.
En sus traducciones de las obras de Beda el Venerable se usa el vocablo englisc (inglés), y no saxisc (sajón), para referirse a la lengua anglosajona. Además, la expresión gentis Anglorum es traducida por Alfredo como con el vocablo Angelcynn (el pueblo de los ingleses). No en vano, los reyes de Wessex eran descendientes del legendario rey de los anglos Offa (no confundir con Offa de Mercia), que reinó en el norte de Alemania siglos antes de la gran migración a Britannia. Los reyes de los anglosajones, dueños ya a partir de Athelstan de toda Inglaterra, adoptaron diferentes títulos como Rex Angulsæxna (rey de los anglosajones) o Rex Anglorum (rey de los ingleses) y finalmente en el siglo XI la última expresión se consolidó, y el vocablo «ingleses» desplazó definitivamente al de «sajones».
En las lenguas celtas, el nombre de los sajones fue el que tuvo mayor arraigo, como por ejemplo: Sasana en gaélico irlandés; Sasainn en gaélico escocés; Lloegr para el territorio, pero saeson como gentilicio, en galés y bro-saoz en bretón.

## Historia

### Prehistoria y antigüedad

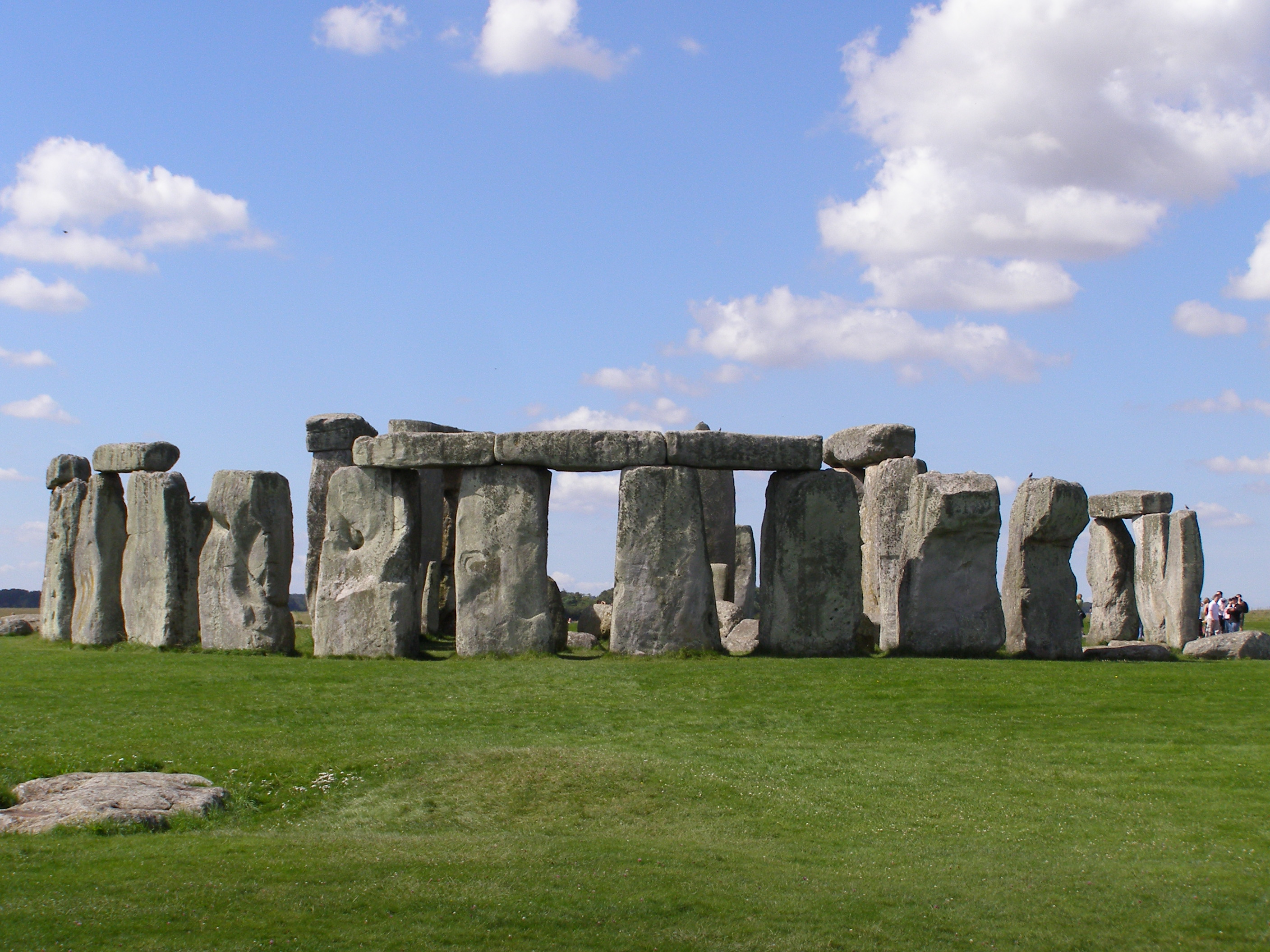
Stonehenge, un monumento megalítico tipo crómlech.

Las primeras pruebas conocidas de la presencia humana en la zona que hoy se conoce como Inglaterra fueron las del Homo antecessor, que datan de hace aproximadamente 780.000 años.
El fósil humano más antiguo descubierto en el territorio tiene más de 500 000 años. El descubrimiento se realizó en los actuales Norfolk y Suffolk. El hombre moderno llegó al territorio hace 35 000 años, pero debido a las difíciles condiciones del último periodo glacial, huyeron de Gran Bretaña hacia las montañas del sur de Europa. Solamente permanecieron grandes mamíferos como los mamuts y rinocerontes. Aproximadamente hace once mil años, cuando el hielo comenzó a derretirse, los seres humanos volvieron a ocupar la región. Estudios genéticos demostraron que procedían del norte de la península ibérica. El nivel del mar era más bajo que el actual, y Gran Bretaña estaba conectada por tierra a Irlanda y Eurasia, cuando el mar subió se separó de Irlanda hace 9000 años y de Eurasia poco después.
La cultura del vaso campaniforme llegó en torno al año 2500 a. C. Con ella comenzó la construcción de vasijas hechas de barro y cobre. Fue en esa época en la que se construyeron los grandes monumentos del Neolítico, como los de Stonehenge y Avebury. Durante la Edad de Hierro los celtas llegaron desde la Europa central. El desarrollo de la fundición de hierro permitió la construcción de mejores arados, el avance de la agricultura y la producción de armas más eficaces.
Los romanos conquistaron Bretaña en el año 43, y bajo el reinado de Claudio el área fue incorporada a la provincia de Britania. En el año 410, con la decadencia del Imperio romano, los romanos dejaron la isla para defender sus límites en la Europa Continental.

### Edad Media

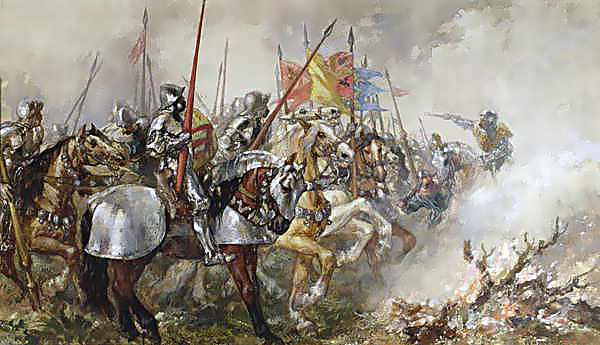
El rey Enrique V en la batalla de Azincourt, peleó en el día de San Crispín y concluyó con una victoria inglesa contra un ejército francés más grande en la Guerra de los Cien Años.

Después de la retirada de los romanos, Gran Bretaña se vio expuesta a la invasión de marinos guerreros como los sajones y los jutos, que ganaron control en áreas del sureste. Su avance pudo contenerse durante un tiempo tras la victoria de los britanos en la batalla del Monte Badon. Los reinos británicos posromanos en el norte, posteriormente conocidos colectivamente por los bardos británicos como el Hen Ogledd, fueron, a su vez, gradualmente conquistados por los anglos durante el siglo VI. Dada la escasez de relatos contemporáneos fidedignos de este periodo, así como de evidencias arqueológicas, este período se describe como una Edad Oscura. Existen varias teorías en conflicto respecto a la extensión y el proceso de la invasión anglosajona de Gran Bretaña; Cerdic, fundador de la dinastía de Wessex, pudo haber sido un britón. No obstante, para el siglo VII pequeños reinos anglosajones conocidos como la Heptarquía habían emergido en la parte central y sur de Gran Bretaña: Northumbria, Mercia, Estanglia, Essex, Kent, Sussex y Wessex.
La religión cristiana, que se había perdido después de la fundación de la Heptarquía, fue reintroducida en el sur por Agustín, desde Roma, y en el norte por Aidan, desde Irlanda.
Hacia el siglo IX, las islas comenzaron a ser hostigadas por los Vikingos provenientes de Escandinavia, comenzando con el saqueo del monasterio de Lindisfarne en el año 793. Los saqueos e invasiones se incrementaron hasta que en el año 865, la intervención del Gran ejército pagano estableció en una vasta región de Mercia y Northumbria el estado danés de Danelaw, que perduró durante el reinado de Alfredo el Grande hasta su anexión a la corona de Wessex por su sucesor Eduardo el Viejo.
En el año 927, el rey Athelstan de Wessex unificó la Heptarquía y se proclamó "rey de toda Britania" (Rex Totius Britanniae), convirtiéndose en el primer anglosajón en gobernar sobre una Inglaterra unificada.
A comienzos del siglo XI, la Inglaterra anglosajona cayó bajo el dominio de los pueblos escandinavos, tras la fructifera invasión danesa en 1016. No obstante ello, el rey normando Canuto (1016-1035) respetó las instituciones ya existentes y las leyes inglesas, así como también brindó apoyo a la iglesia católica. Sin embargo, su raigambre dinástica no pudo sostenerse en el poder y en 1042 la línea anglosajona de reyes fue reinstaurada, con Eduardo el Confesor (1042-1066) a la cabeza. Sin perjuicio de lo cual, tras su muerte, el reinado lo asumió Haroldo Godwinson, quien pertenecía a una de las grandes familias nobles inglesas. Sin embargo, el primo de Godwinson, Guillermo el Conquistador, en 1066, conquistó Inglaterra por un ejército liderado desde el Ducado de Normandía, un feudo del Reino de Francia. Los normandos provenían de Escandinavia y se habían asentado en Normandía solo unos siglos antes. Este pueblo introdujo el feudalismo y se mantuvo el poder a través de barones.
Luego de la conquista, Guillermo (1066-1087) consideró toda Inglaterra su posesión real, y para lo cual ordenó compilar las tierras en arrendamiento, tomando posesión de un estimado de alrededor de un quinto de la tierra de Inglaterra en calidad de dominios reales. Así los normandos, a diferencia de las dinastías anglosajonas establecieron una jerarquía de nobles que poseían tierras en calidad de feudos del rey.
No obstante y pese la modificación del dominio de la tierra, el nuevo soberano conservó el sistema administrativo anglosajón, estableciendo condados divididos en cientos de villas o grupos de estas, siendo dentro de cada una el alguacil el funcionario real más importante, encargado de levas, recaudación de impuestos y de presidir la corte del condado. Pese a mantener el cargo, Guillermo reemplazo al personal anglosajón por personal normando. Y a su vez, desarrolló el sistema de impuestos y los tribunales reales instaurados por los reyes anglosajones y daneses de los siglos X y XI.

#### Guerra Civil y Nueva Monarquía
En la década de 1450, en las postrimerías de la Edad Media, estalló en Inglaterra una guerra entre las casas ducales Lancaster, cuyo símbolo era una rosa roja, y la casa de York, cuyo símbolo era una rosa blanca, por lo cual a este conflicto se lo conoce como Guerra de las Rosas, e involucró a muchas familias aristocráticas de Inglaterra. Al final de esta contienda, en el año 1485, Enrique Tudor, duque de Richmond, derrotó al último rey de York, Ricardo III (1483-1485), en la batalla de Bosworth Field, estableciendo así el nacimiento de la dinastía Tudor, con Enrique VII (1485-1509) como primer gobernante de dicha casa dinástica.

### Edad Moderna y Contemporánea

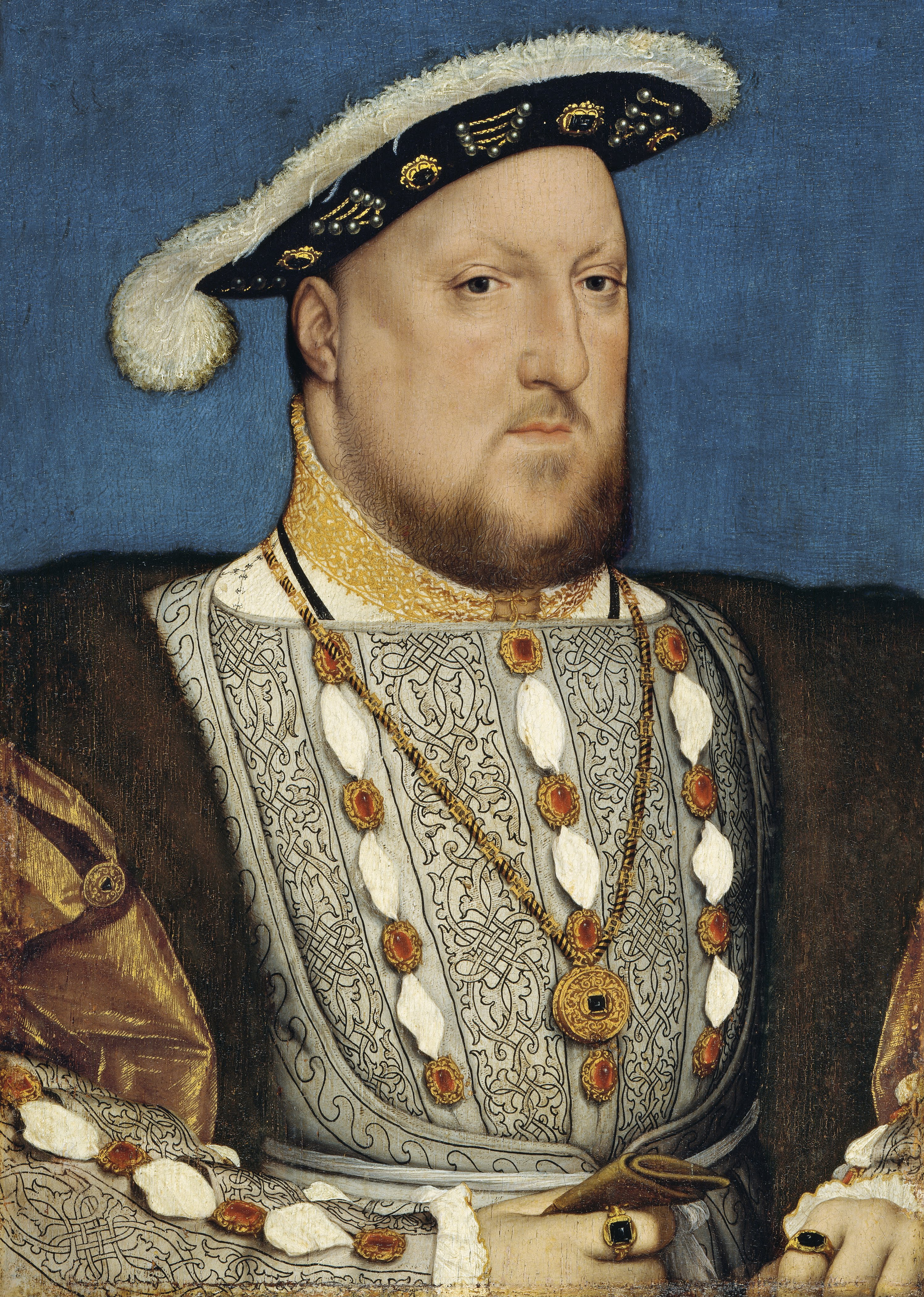
El rey Enrique VIII se convirtió en jefe supremo de la Iglesia de Inglaterra.

Bajo el recientemente formado Reino de Gran Bretaña, el impulso de la Royal Society y otras iniciativas inglesas combinadas con la Ilustración escocesa llevaron a la creación de importantes innovaciones en ciencia e ingeniería. Esto pavimentó el camino para el establecimiento del Imperio británico, que en su cúspide territorial llegó a abarcar cerca de una cuarta parte de la superficie terrestre. Domésticamente, la Revolución Industrial, un periodo de profundos cambios en las condiciones culturales y socioeconómicas del país, significó la industrialización de la agricultura, manufactura, ingeniería y minería, así como también el desarrollo de nuevas obras en transporte e infraestructura hidráulica para facilitar su expansión y desarrollo, destacando en este ámbito la construcción del canal de Bridgewater, terminado en 1761, y la apertura del ferrocarril Stockton-Darlington en 1825.

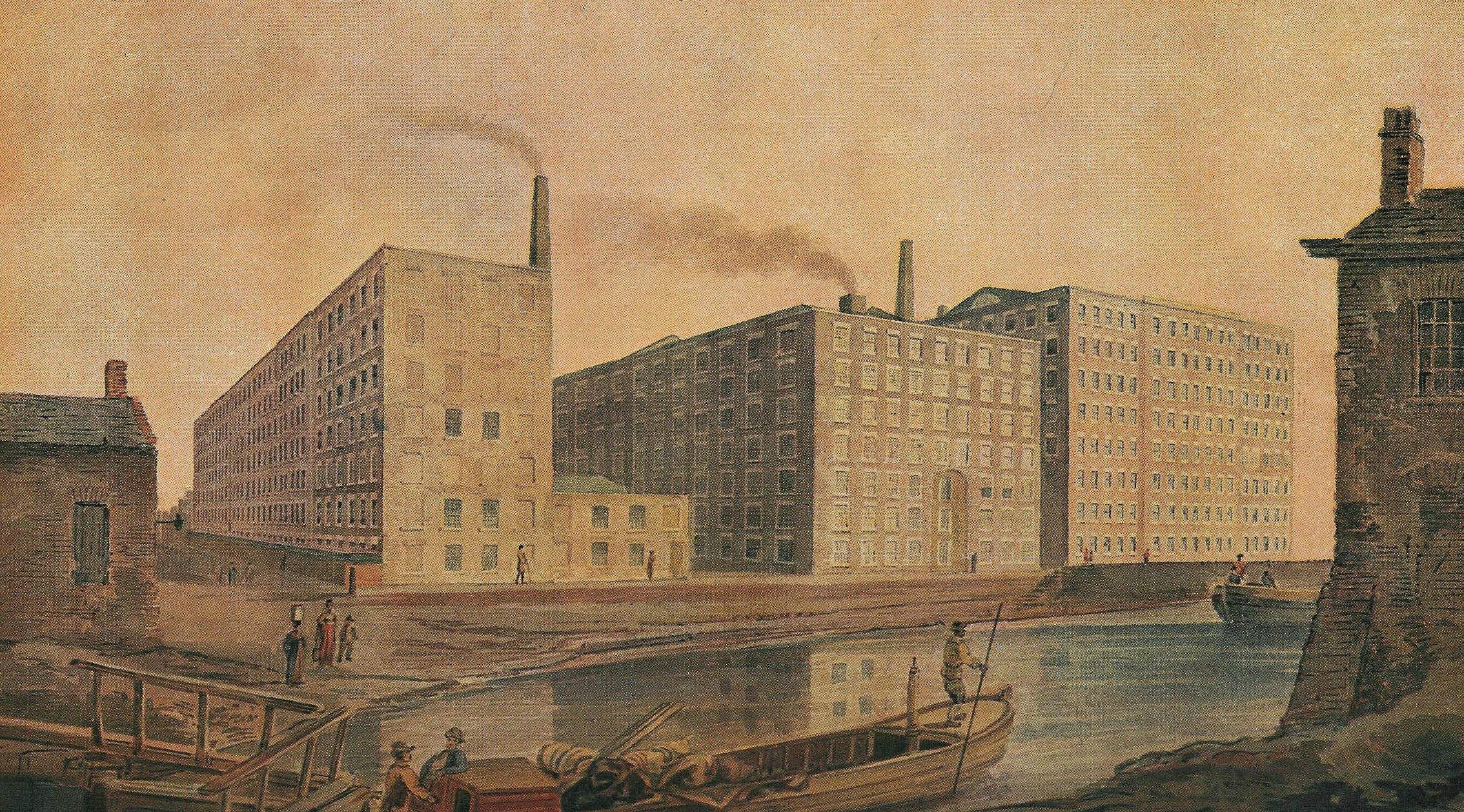
Fábricas de algodón en Mánchester, «la primera ciudad industrial» del mundo, alrededor de 1820.

Durante la Revolución Industrial muchas personas se trasladaron desde zonas rurales hacia nuevas áreas industriales en expansión, como Mánchester o Birmingham. Inglaterra mantuvo una relativa estabilidad durante toda la Revolución francesa, siendo William Pitt el Joven el primer ministro británico durante el reinado de Jorge III.
Desde el siglo XX ha existido un importante movimiento de inmigración hacia Inglaterra, en su mayoría de habitantes provenientes de otras partes de las islas británicas, pero también de países de la Mancomunidad de Naciones, particularmente de países del subcontinente indio.

## Gobierno y política

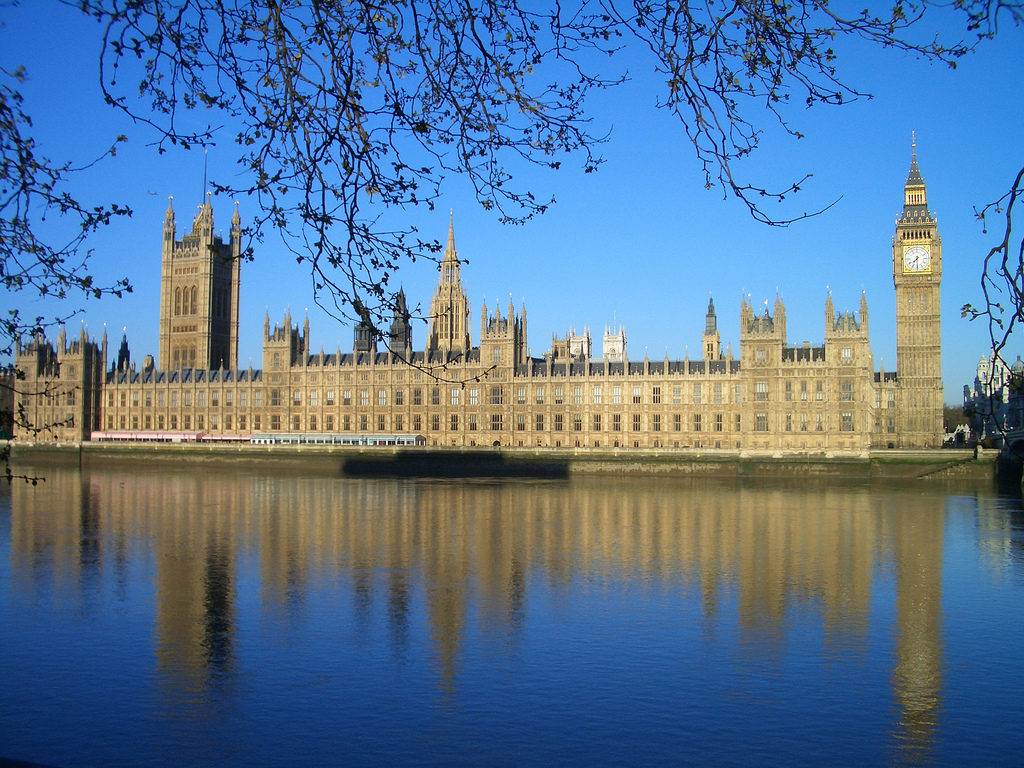
El palacio de Westminster, sede del Parlamento del Reino Unido.

Dado que Inglaterra es uno de los países constituyentes del Reino Unido, el sistema político imperante es una monarquía constitucional con un gobierno parlamentario basado en el sistema Westminster. No ha habido un Gobierno de Inglaterra desde 1707, cuando el Acta de Unión de ese año certificó la unión de Inglaterra con Escocia, creando el Reino de Gran Bretaña. Antes de la unión, Inglaterra tenía su propio monarca y su propio parlamento que se ocupaban de su gobierno. Actualmente Inglaterra se encuentra directamente gobernada por el Parlamento del Reino Unido, a pesar de que otros países constituyentes han desarrollado sus propios gobiernos. La Cámara de los Comunes, la Cámara Baja del Parlamento Británico, que tiene su sede en el palacio de Westminster, está compuesta por 532 miembros del Parlamento representantes de los distintos distritos electorales ubicados en Inglaterra, de un total de 650.

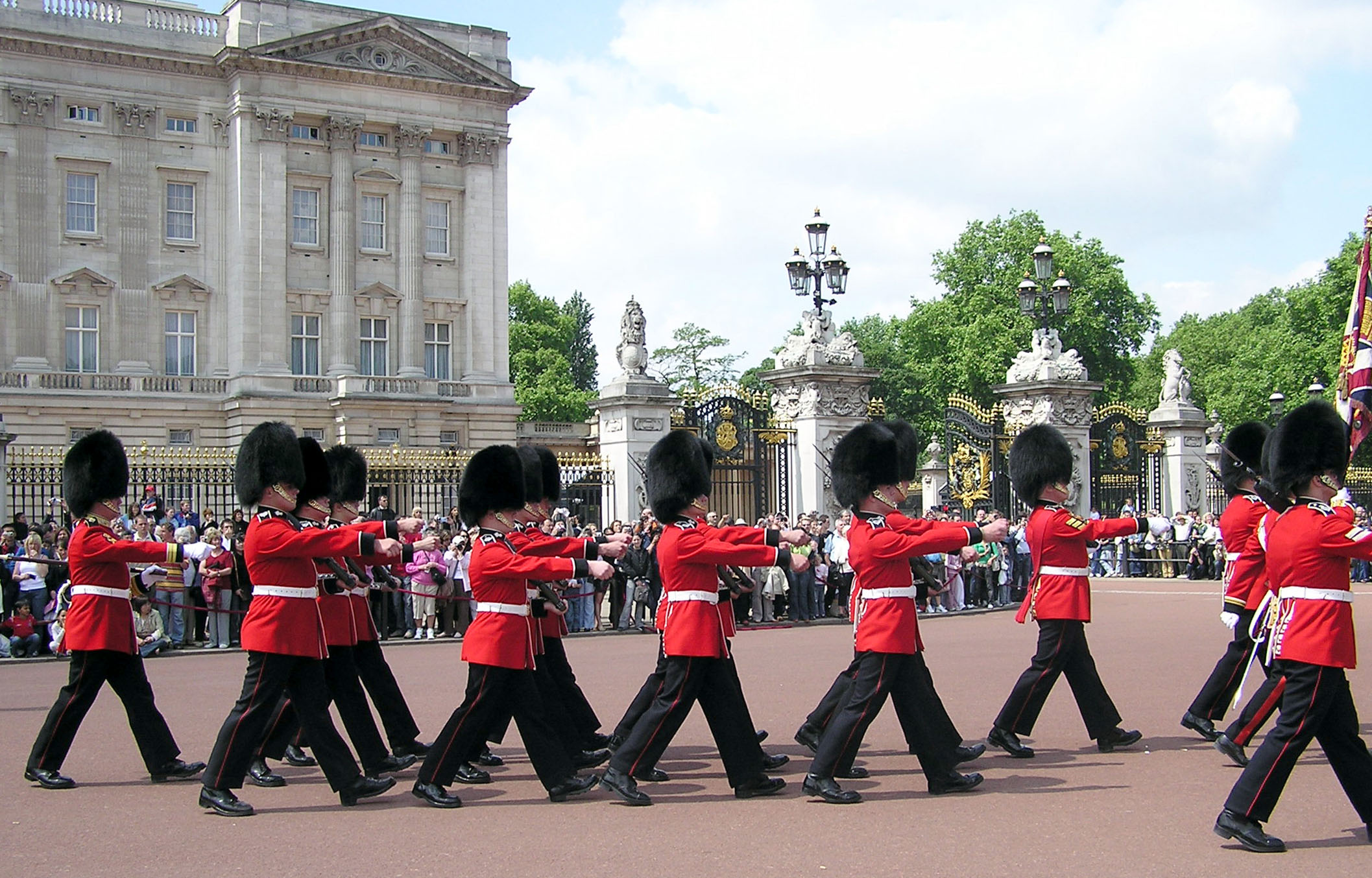
Cambio de la guardia de corps en la residencia real, el palacio de Buckingham.

En las elecciones generales del Reino Unido de 2010 el Partido Conservador obtuvo la mayoría absoluta si se cuentan solo los 532 puestos para Inglaterra, obteniendo 61 escaños más que todos los otros partidos combinados. Sin embargo, si se suman los resultados de Escocia, Irlanda del Norte y Gales, el resultado en Inglaterra no fue suficiente para asegurar una mayoría absoluta, dando como resultado una situación denominada como hung parliament o parlamento colgado. Esta situación obligó a los conservadores, liderados por David Cameron, a pactar con los liberales demócratas para formar gobierno y poder proclamar a Cameron como primer ministro.
Tras la descentralización de poderes, mediante la cual cada uno de los otros países constituyentes del Reino Unido —Escocia, Gales e Irlanda del Norte— obtuvieron su propio parlamento o asamblea para gobernar sobre asuntos locales, se ha abierto un debate sobre la forma de compensar esta ausencia de parlamento propio en Inglaterra. Originalmente se planteó que varias regiones de Inglaterra contaran con una asamblea propia, pero el rechazo a esta idea en un referéndum realizado en 2004 en la región Nordeste de Inglaterra detuvo dicha reforma.

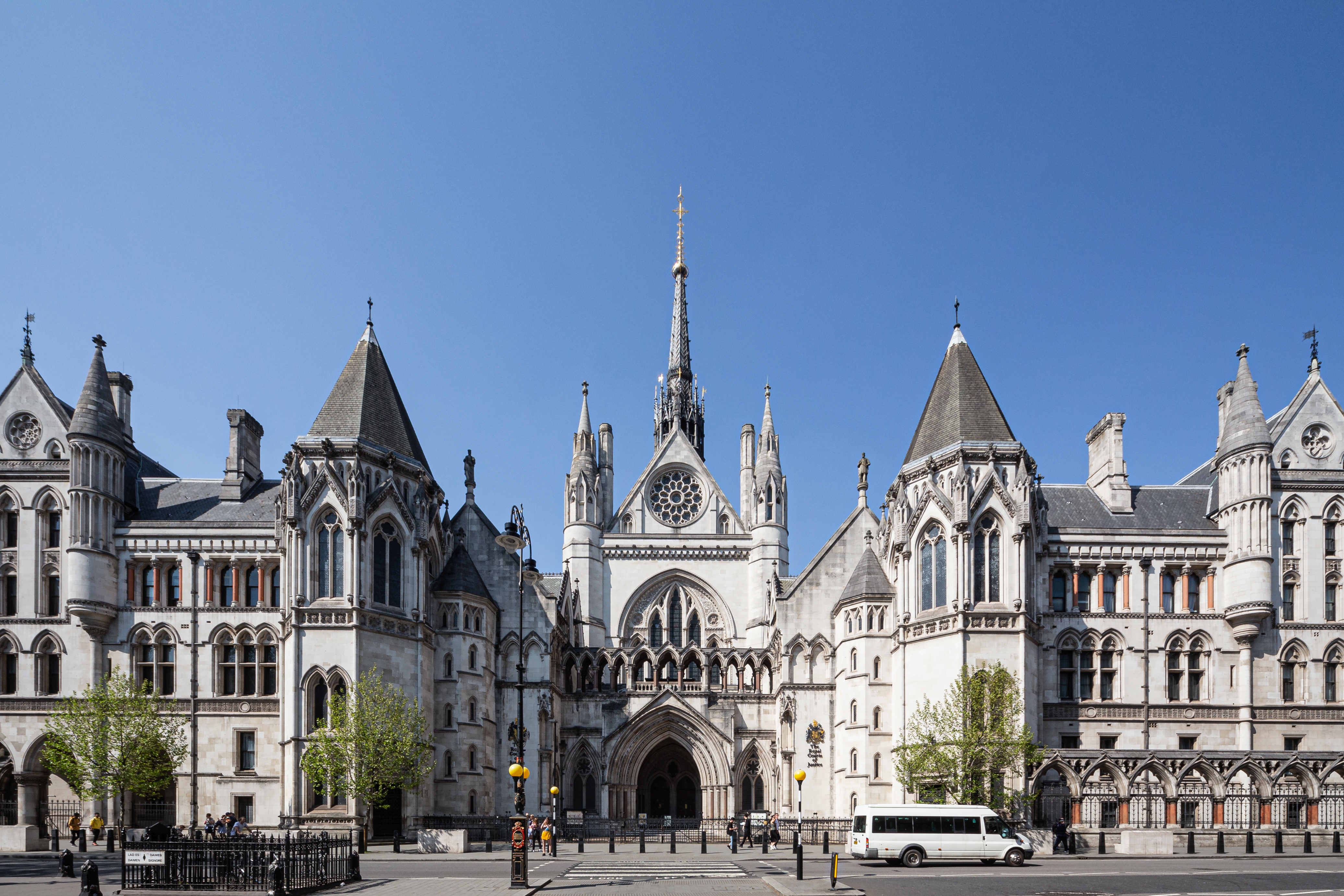
Las reales Cortes de Justicia

### Leyes
El sistema jurídico del Derecho inglés, desarrollado a lo largo de los siglos, es la base de los sistemas jurídicos del common law utilizados en la mayoría de los países de la Commonwealth y en Estados Unidos (excepto Luisiana). A pesar de formar ahora parte del Reino Unido, el sistema jurídico de los Tribunales de Inglaterra y Gales continuó siendo, en virtud del Tratado de la Unión, un sistema jurídico independiente del utilizado en Escocia. La esencia general del Derecho inglés es que es elaborado por los jueces que se sientan en los tribunales, aplicando su sentido común y el conocimiento de los precedentes legales - stare decisis - a los hechos que tienen ante sí.
El sistema judicial está encabezado por los Tribunales Superiores de Inglaterra y Gales, que consisten en el Tribunal de Apelación, el Tribunal Superior de Justicia para casos civiles, y el Tribunal de la Corona para casos penales. El Tribunal Supremo del Reino Unido es el más alto tribunal para casos penales y civiles en Inglaterra y Gales. Fue creado en 2009 tras cambios constitucionales, asumiendo las funciones judiciales de la Cámara de los Lores. Una decisión del Tribunal Supremo es vinculante para todos los demás tribunales de la jerarquía, que deben seguir sus indicaciones.

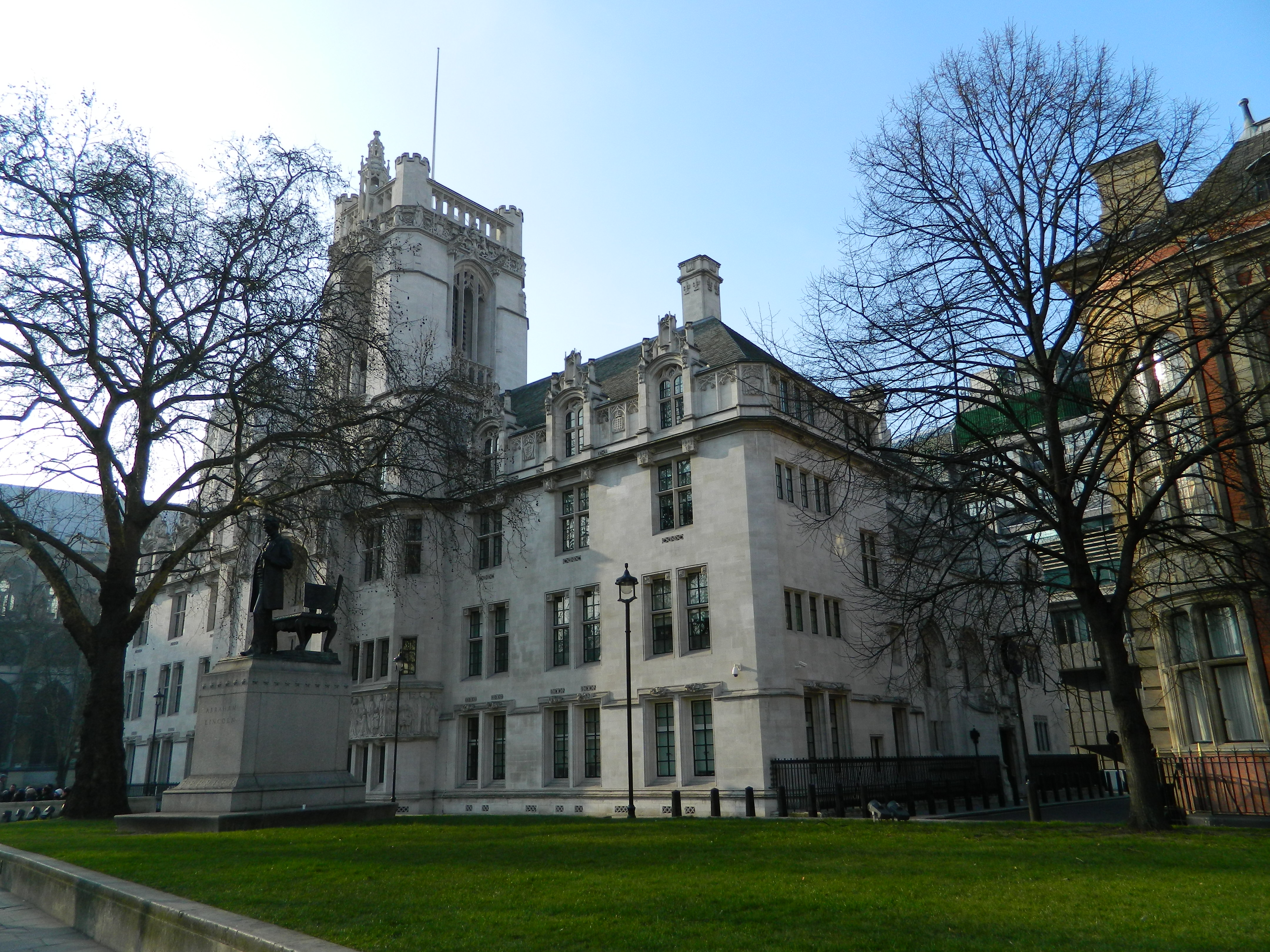
Sede de la Corte Suprema del Reino Unido en Inglaterra

El Secretario de Estado de Justicia es el ministro responsable ante el Parlamento de la judicatura, el sistema judicial y las prisiones y la libertad condicional en Inglaterra. La delincuencia aumentó entre 1981 y 1995, pero descendió un 42% en el periodo 1995-2006.
La población reclusa se duplicó en el mismo periodo, lo que supuso una de las tasas de encarcelamiento más altas de Europa Occidental, con 147 por cada 100.000. El Servicio de Prisiones de Su Majestad, dependiente del Ministerio de Justicia, gestiona la mayoría de las prisiones, albergando a 81.309 reclusos en Inglaterra y Gales en septiembre de 2022.

## Geografía

### Clima

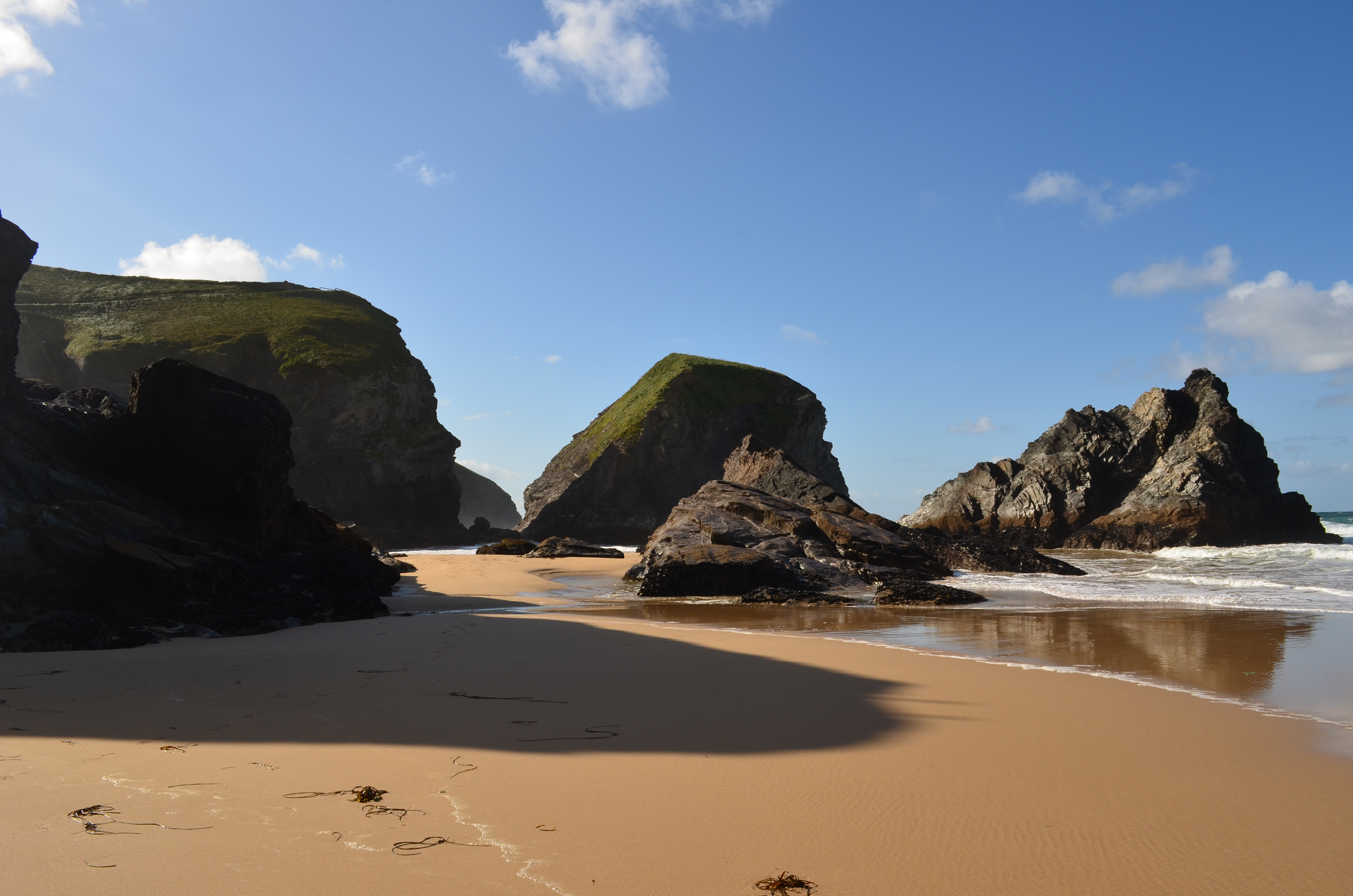
Una playa al suroeste de Inglaterra

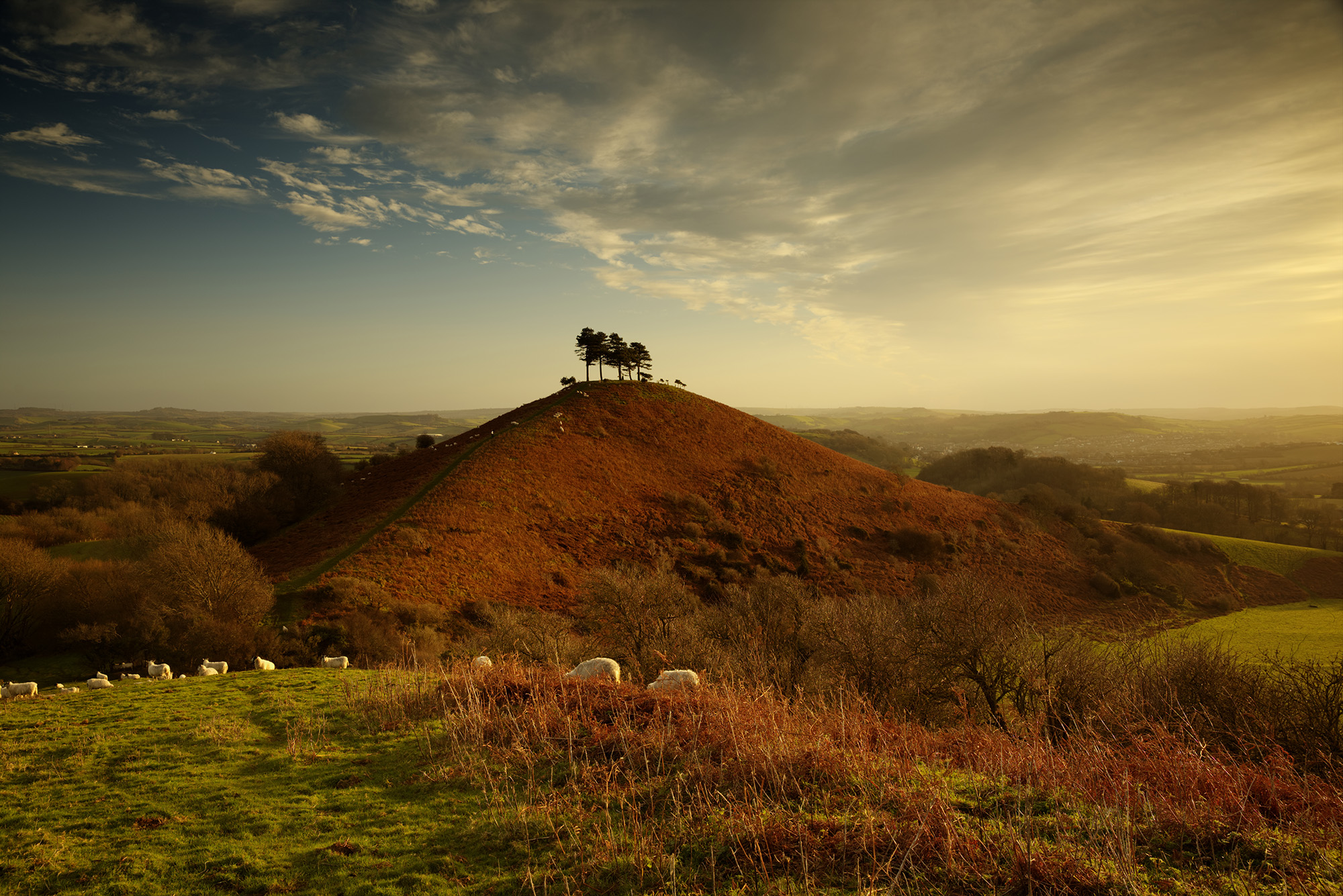
Colina de Colmer en Dorset

Inglaterra tiene un clima oceánico templado y húmedo, con temperaturas no muy inferiores a −5 °C en invierno y no muy superiores a 32 °C en verano.

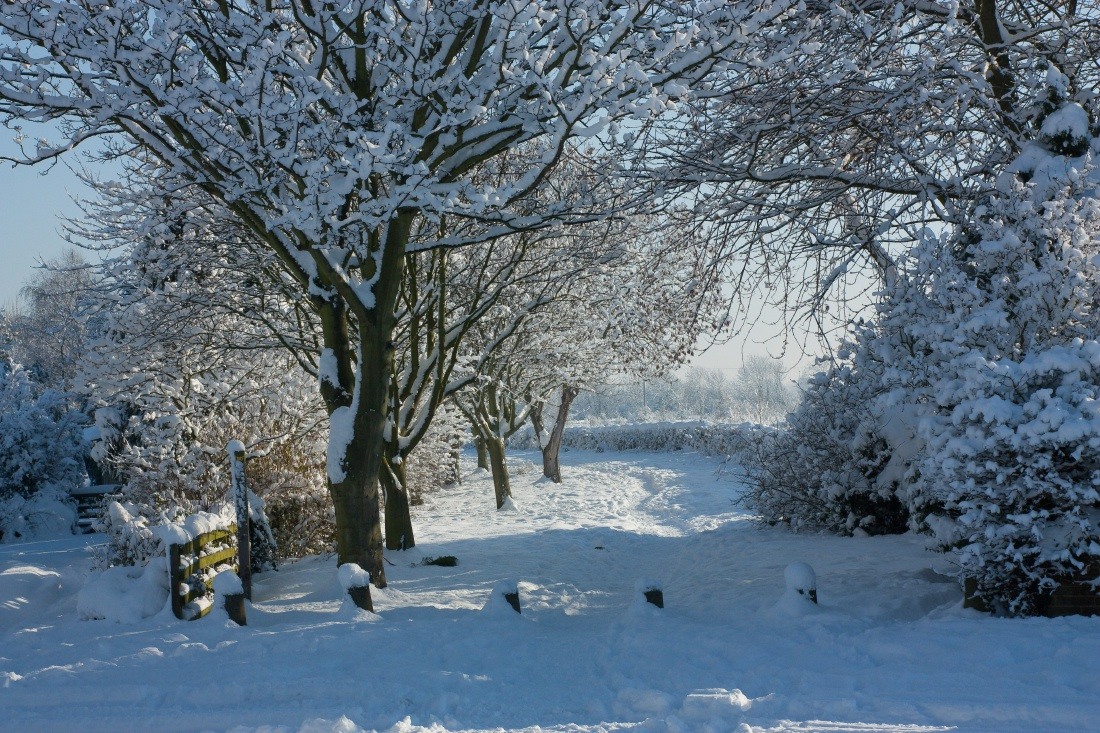
Nieve en invierno en Yorkshire,Inglaterra

Los meses más fríos son enero y febrero, siendo julio el mes más cálido. Las precipitaciones se distribuyen de manera uniforme a lo largo del año, siendo la región oeste la que tiene más precipitaciones. Desde que se comenzó a registrar el clima, la temperatura más alta fue de 38,5 °C el 10 de agosto de 2003 en Brogdale, mientras que la más baja fue de −26.1 °C el 10 de enero de 1982 en Edgmond.
| Parámetros climáticos promedio de Inglaterra | Parámetros climáticos promedio de Inglaterra | Parámetros climáticos promedio de Inglaterra | Parámetros climáticos promedio de Inglaterra | Parámetros climáticos promedio de Inglaterra | Parámetros climáticos promedio de Inglaterra | Parámetros climáticos promedio de Inglaterra | Parámetros climáticos promedio de Inglaterra | Parámetros climáticos promedio de Inglaterra | Parámetros climáticos promedio de Inglaterra | Parámetros climáticos promedio de Inglaterra | Parámetros climáticos promedio de Inglaterra | Parámetros climáticos promedio de Inglaterra | Parámetros climáticos promedio de Inglaterra |
| Mes                                          | Ene.                                         | Feb.                                         | Mar.                                         | Abr.                                         | May.                                         | Jun.                                         | Jul.                                         | Ago.                                         | Sep.                                         | Oct.                                         | Nov.                                         | Dic.                                         | Anual                                        |
| -------------------------------------------- | -------------------------------------------- | -------------------------------------------- | -------------------------------------------- | -------------------------------------------- | -------------------------------------------- | -------------------------------------------- | -------------------------------------------- | -------------------------------------------- | -------------------------------------------- | -------------------------------------------- | -------------------------------------------- | -------------------------------------------- | -------------------------------------------- |
| Temp. máx. abs. (°C)                         | 30                                           | 36                                           | 43                                           | 45                                           | 43                                           | 35                                           | 30                                           | 38                                           | 28                                           | 24                                           | 23                                           | 21                                           | 45                                           |
| Temp. máx. media (°C)                        | 7                                            | 7                                            | 9                                            | 12                                           | 15                                           | 18                                           | 21                                           | 21                                           | 18                                           | 14                                           | 10                                           | 7                                            | 13                                           |
| Temp. media (°C)                             | 5                                            | 5                                            | 6                                            | 9                                            | 10                                           | 15                                           | 16                                           | 16                                           | 15                                           | 11                                           | 5                                            | 4                                            | 7                                            |
| Temp. mín. media (°C)                        | 1                                            | 1                                            | 2                                            | 4                                            | 6                                            | 9                                            | 11                                           | 11                                           | 9                                            | 7                                            | 4                                            | 2                                            | 6                                            |
| Temp. mín. abs. (°C)                         | -39                                          | -31                                          | -25                                          | -16                                          | -4                                           | 0                                            | 3                                            | 2                                            | -5                                           | -11                                          | -29                                          | -40                                          | -40                                          |
| Precipitación total (mm)                     | 84                                           | 60                                           | 67                                           | 57                                           | 56                                           | 63                                           | 54                                           | 67                                           | 73                                           | 84                                           | 84                                           | 90                                           | 838                                          |
| Fuente: Met Office                           |                                              |                                              |                                              |                                              |                                              |                                              |                                              |                                              |                                              |                                              |                                              |                                              |                                              |

### Geología
La geología de Inglaterra es principalmente sedimentaria. Las rocas más jóvenes se encuentran en el sureste, alrededor de Londres, y su edad progresa en dirección noroeste. La línea Tees-Exe marca la división entre las rocas más jóvenes, blandas y bajas del sureste y las rocas generalmente más antiguas y duras del norte y el oeste, que dan lugar a un relieve más elevado en esas regiones. La geología de Inglaterra es reconocible en el paisaje de sus condados, los materiales de construcción de sus ciudades y sus industrias extractivas regionales.
El lecho rocoso está formado por muchas capas que se han ido formando a lo largo de grandes periodos de tiempo. Se formaron en distintos climas a medida que el clima mundial cambiaba, las masas continentales se desplazaban debido a la deriva continental y los niveles de la tierra y el mar subían o bajaban. De vez en cuando, fuerzas horizontales hacían que la roca sufriera deformaciones considerables, plegando las capas de roca para formar montañas que desde entonces han sido erosionadas y recubiertas por otras capas. Para complicar aún más la geología, la tierra también ha estado sujeta a períodos de terremotos y actividad volcánica.

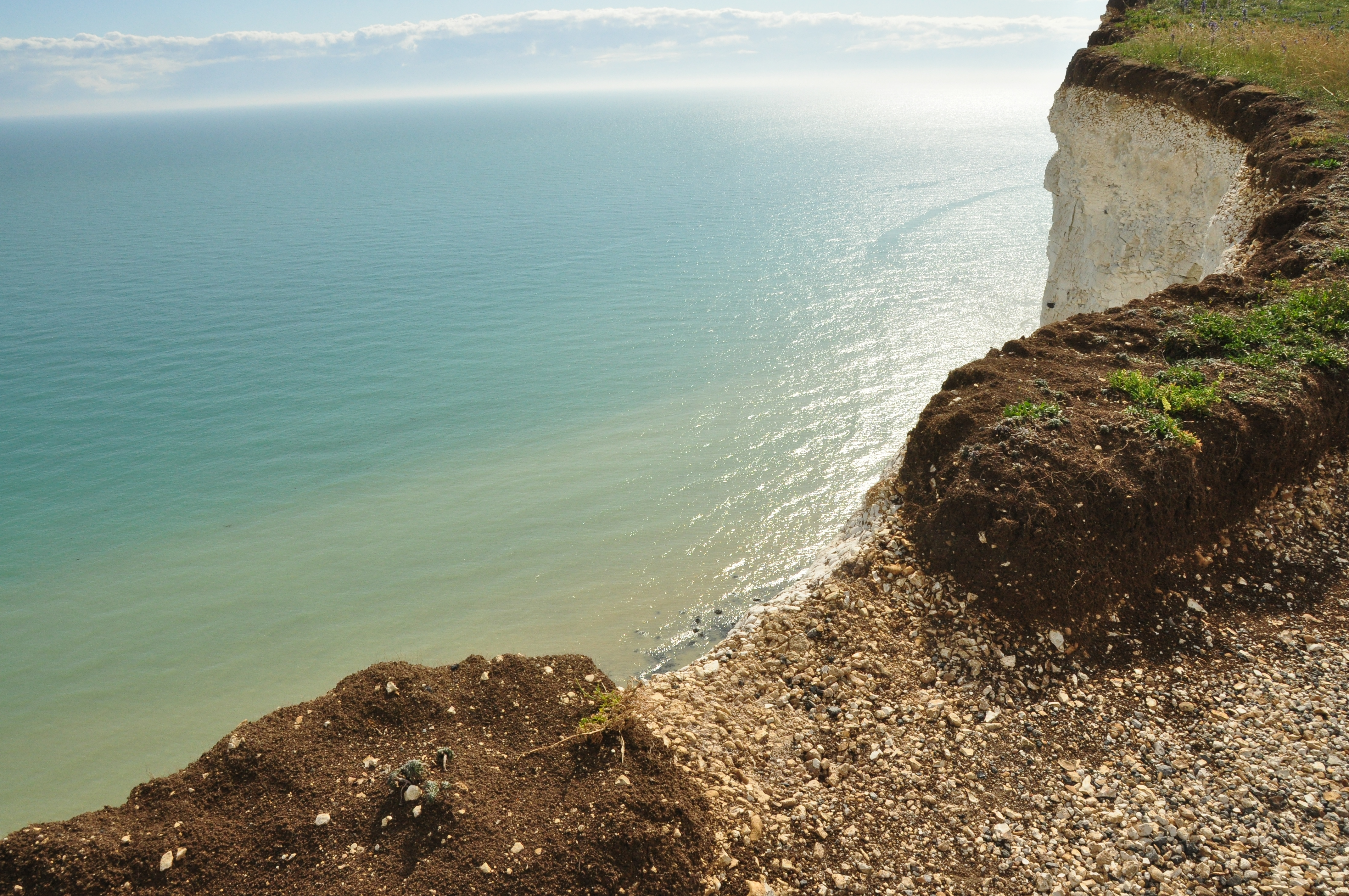
Acantilados en Beachy Head

Sobre este lecho rocoso o geología «sólida» se superpone una distribución algo variable de suelos y material fragmentario depositado por los glaciares (arcilla de cantos rodados y otras formas de deriva glaciar en un pasado geológicamente reciente). La geología de «deriva» suele ser más importante que la geología «sólida» a la hora de considerar las obras de construcción, el drenaje, la ubicación de los pozos de agua, la fertilidad del suelo y muchas otras cuestiones.
La glaciación y la deposición glaciar y fluvio-glaciar resultante han tenido un gran impacto en el paisaje de Inglaterra, cubriendo muchas zonas con un barniz de till glaciar en las zonas más bajas al norte de una línea que va de Bristol a Londres. En el valle del Ribble, en Lancashire, al noroeste de Inglaterra, los drumlins resultantes son claramente visibles. La cresta de Cromer, en Anglia Oriental, es una morrena terminal. De hecho, la mayor parte de Anglia Oriental está cubierta de till glaciar que ha producido sus ricos suelos margosos. Este material no consolidado (no está fuertemente adherido) se erosiona muy fácilmente, de ahí el rápido ritmo de retroceso de la costa de esta región.
En el distrito de Holderness, al este de Yorkshire, se da una situación similar. El afloramiento de creta de Flamborough Head, en el norte, produce un promontorio relativamente resistente a la erosión costera, mientras que la costa al sur de éste, en lugares como Mappleton y Hornsea, con sus depósitos glaciares blandos, es vulnerable.

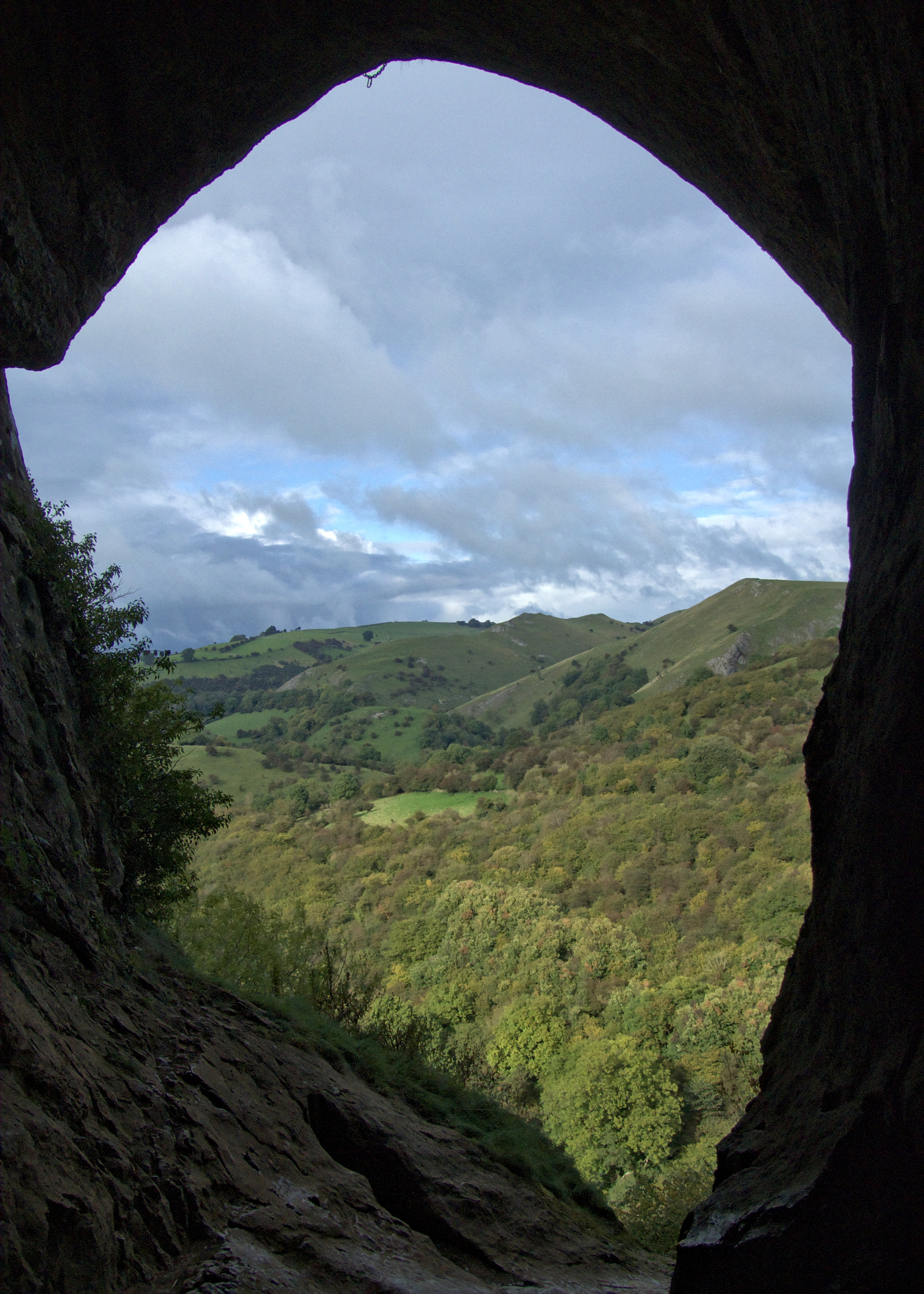
Vista desde la Cueva de Thors en Staffordshire

Los antiguos casquetes glaciares no llegaban al sur de la línea que va de Bristol a Londres, por lo que esta zona sólo ha sufrido el impacto de la deposición fluvioglaciar, representada en los lechos de grava alrededor de ríos como el Támesis. A medida que los casquetes polares retrocedieron hacia el norte, se produjeron más depósitos fluvioglaciares, por ejemplo en el Valle de York.
Avalonia era un antiguo microcontinente o terrane cuya historia formó gran parte de las rocas más antiguas de Europa Occidental. Su nombre procede de la península de Avalon, en Terranova. Inglaterra estaba contenida casi en su totalidad dentro del bloque de Avalonia, como se muestra en el mapa, y por tanto comparte su cronología geológica.
A principios del Cámbrico, el supercontinente Pannotia se desintegró y Avalonia se alejó de Gondwana hacia el norte. Este movimiento independiente de Avalonia partió de una latitud de unos 60° Sur. El extremo oriental de Avalonia colisionó con la Báltica, una placa continental que ocupaba las latitudes comprendidas entre unos 30°S y 55°S, a medida que esta última giraba lentamente hacia ella en sentido contrario a las agujas del reloj. Esto ocurrió a finales del Ordovícico y durante el Silúrico temprano.
A finales del Silúrico y en el Devónico inferior, la Báltica y la Avalonia combinadas chocaron progresivamente, con Laurentia, comenzando por la larga extremidad de Avalonia que ahora está unida a América. El resultado fue la formación de Euramérica. Al término de esta etapa, el emplazamiento de Gran Bretaña se encontraba a 30°S y Nueva Escocia a unos 45°S. Esta colisión está representada por el plegamiento caledonio o, en Norteamérica, como una fase temprana de la orogenia acadiana.
En el Pérmico, el nuevo continente y otra terrane, Armorica, que incluía Iberia, derivaron desde Gon

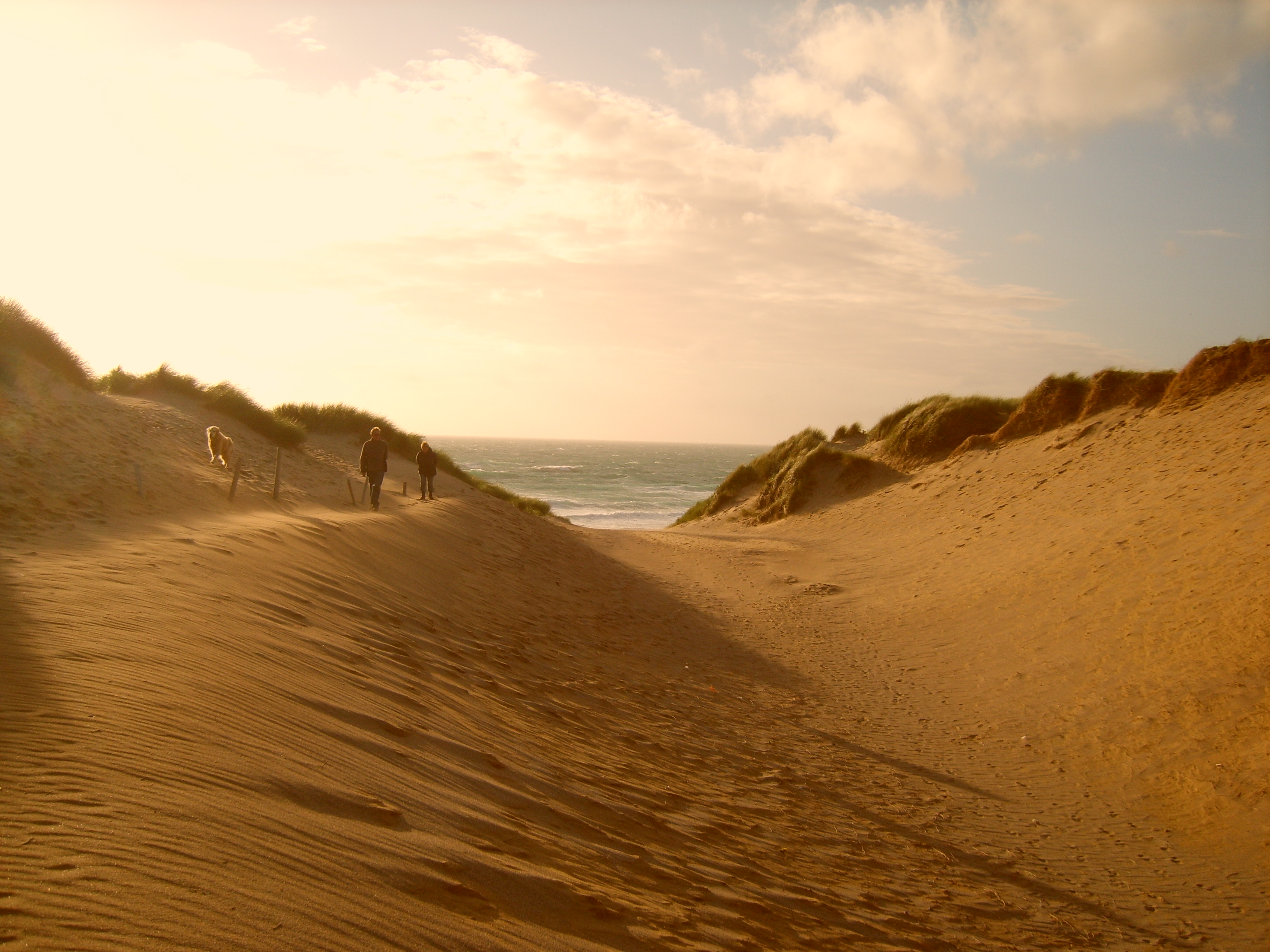
Dunas en la Bahía de Holywell

dwana, atrapando a Avalonia entre él y el continente, añadiendo así Iberia/Armorica a Euramérica. A esto siguió la llegada de Gondwana. Los efectos de estas colisiones se manifiestan en Europa como el plegamiento Varisco. En América del Norte se manifiestan como fases posteriores de la orogenia acadiana. En el Carbonífero tardío, la orogenia se produjo en torno al Ecuador, formando Pangea de tal manera que Avalonia estaba cerca de su centro, pero parcialmente inundada por un mar poco profundo.
En el Jurásico, Pangea se dividió en Laurasia y Gondwana, y Avalonia formó parte de Laurasia. En el Cretácico, Laurasia se dividió en América del Norte y Eurasia, con Avalonia repartida entre ambas.

### Flora y Fauna
Antaño, Inglaterra estaba casi totalmente cubierta de bosques, la vegetación natural del país. Hoy en día, gran parte de los bosques se han perdido y menos del 10% del país está cubierto de bosques. Los páramos y brezales ocupan aproximadamente una cuarta parte del país.

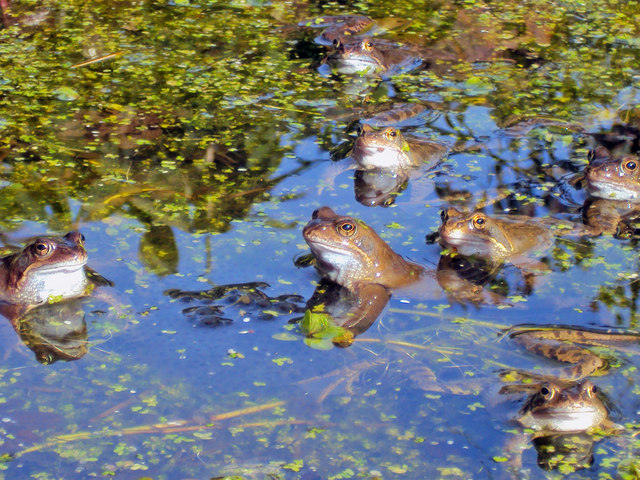
Un grupo de ranas en Worcestershire, Inglaterra

El roble y el haya se encuentran principalmente en las tierras bajas y el pino y el abedul en las zonas montañosas. Otros árboles comunes son el olmo y el fresno.
Inglaterra es rica en flores silvestres, como campanillas de invierno, narcisos, campanillas azules, prímulas, ranúnculos y prímulas. En los páramos hay diversas variedades de brezos en flor.
New Forest, en el sur de Inglaterra, es la mayor zona de vegetación natural que queda en Inglaterra. Así ha sido desde que Guillermo el Conquistador dio nombre a la zona en 1079.
La fauna de Inglaterra es similar a la de otras zonas de las islas británicas y se encuentra dentro del ámbito paleártico. La fauna de Inglaterra se compone principalmente de animales pequeños y destaca por tener pocos mamíferos grandes, pero en similitud con otras naciones insulares; muchas especies de aves.
En su mayor parte, Inglaterra tiene un clima oceánico, que carece de extremos de calor o frío y proporciona abundantes precipitaciones, lo que convierte al país en un entorno bastante «verde» y proporciona mucho alimento a los animales pequeños y de pastoreo.

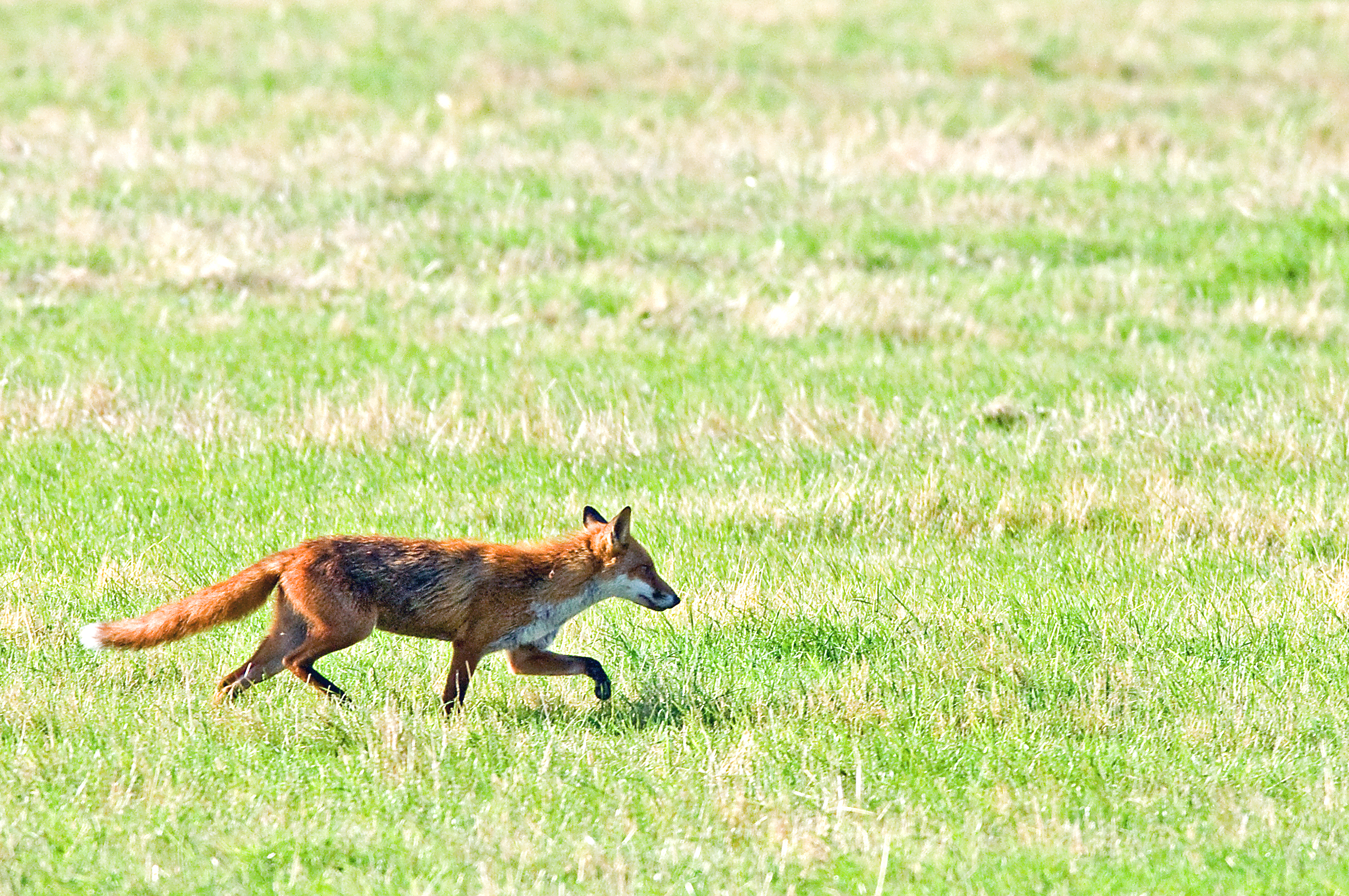
Un Lobo Rojo en Gloucestershire

Inglaterra difiere de Escocia en cuanto a su fauna debido a su clima ligeramente más cálido, los niveles de tierra más bajos y las poblaciones más densas, y aunque esto es malo para algunas especies de animales, es bueno para otras.
La fauna de Inglaterra también es muy diversa, ya que sus paisajes son muy diferentes entre sí, por lo que esto se ve representado en la fauna.
Inglaterra tiene un clima oceánico templado en la mayoría de las zonas, carente de extremos de frío o calor, pero cuenta con algunas pequeñas zonas subárticas y otras más cálidas en el suroeste. Hacia el norte de Inglaterra el clima se vuelve más frío y la mayoría de las montañas y colinas altas de Inglaterra se encuentran aquí y tienen un gran impacto en el clima y, por tanto, en la fauna local de las zonas. Los bosques caducifolios son comunes en toda Inglaterra y constituyen un hábitat excelente para gran parte de la fauna inglesa, pero en las zonas septentrionales y altas de Inglaterra dan paso a los bosques de coníferas (principalmente plantaciones), que también benefician a ciertas formas de fauna. 
La fauna de Inglaterra tiene que hacer frente a temperaturas y condiciones variables que, aunque no s

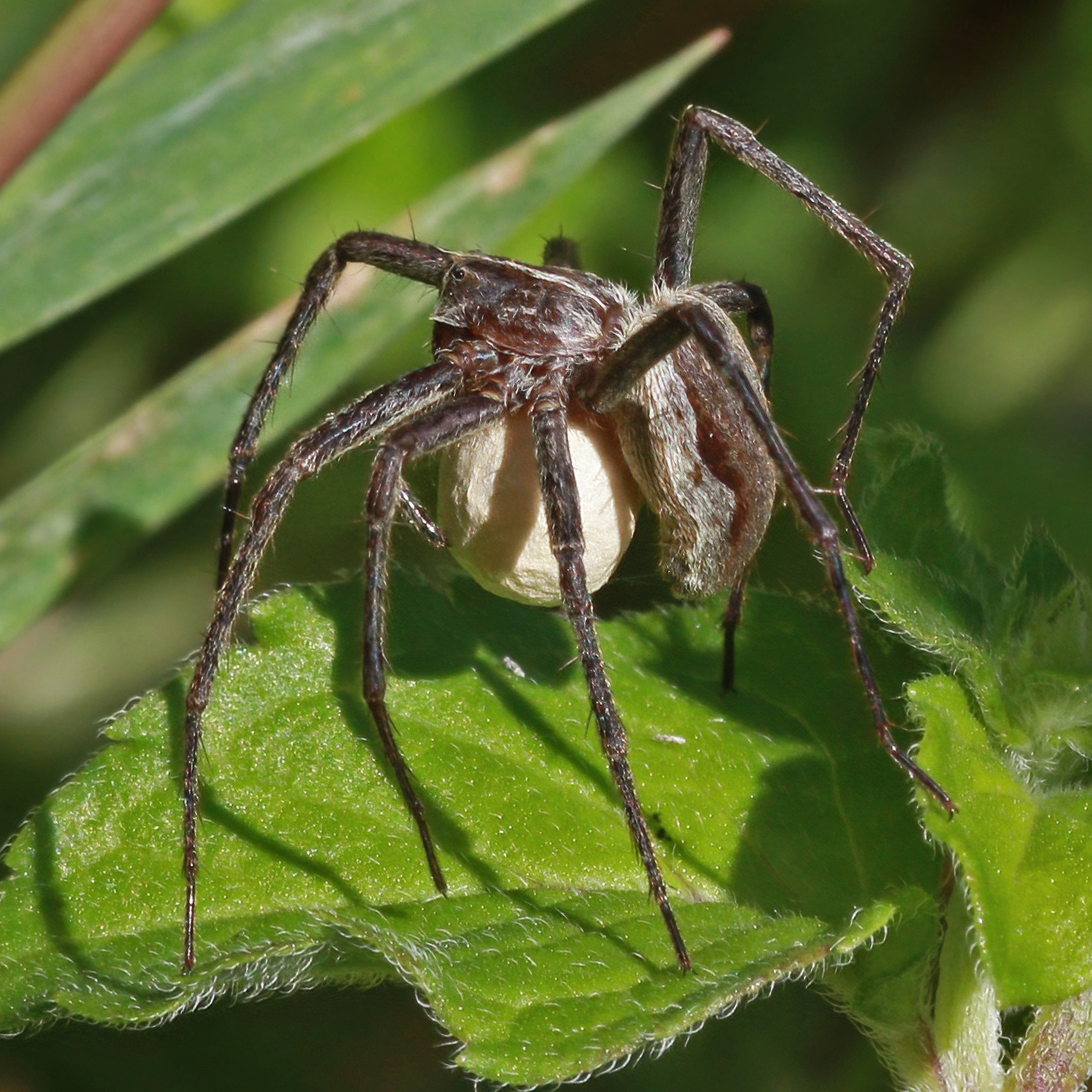
Una araña ladrona (Pisaura mirabilis) en los lagos de Wolvercote, Oxford

on extremas, sí plantean posibles retos y medidas de adaptación. Sin embargo, la fauna inglesa ha tenido que hacer frente a la industrialización, a densidades de población humana que se encuentran entre las más altas de Europa y a la agricultura intensiva, pero como Inglaterra es una nación desarrollada, la fauna y el campo han entrado más en la mentalidad inglesa y el país está muy concienciado con la conservación de su fauna, su medio ambiente y su campo.
Algunas especies se han adaptado al entorno urbano ampliado, sobre todo el zorro rojo, que es el mamífero urbano con más éxito después de la rata parda, y otros animales como la paloma torcaz común, que prosperan en zonas urbanas y suburbanas.
Se han registrado 220 especies de moluscos no marinos que viven en estado salvaje en Gran Bretaña e Inglaterra. También hay 14 especies de gasterópodos que sólo viven en invernaderos.
Las especies de anfibios autóctonas de Inglaterra son el tritón crestado, el tritón liso, el tritón palmeado, el sapo común, el sapo de hocico largo, la rana común y la rana de charca. Otras especies se han naturalizado.
Cuatro especies de serpientes son la víbora europea, la culebra de hierba, la culebra de hierba barrada y la culebra lisa. Algunas serpientes introducidas son la culebra de esculapio y la culebra de dados.

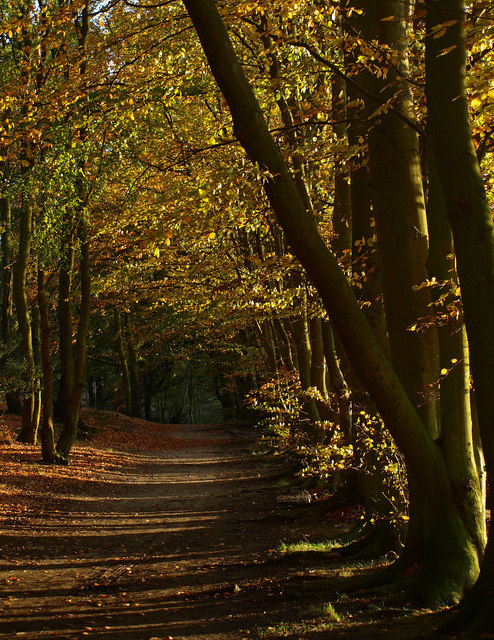
Un bosque inglés en el otoño

La avifauna inglesa se asemeja a la de la Europa continental, compuesta en gran parte por especies paleárticas. Al estar situada en una isla, cuenta con menos especies reproductoras que la Europa continental; algunas especies, como la alondra crestada, se reproducen tan cerca como el norte de Francia, pero no llegan a colonizar Gran Bretaña. Sin embargo, Inglaterra y las islas británicas en su conjunto cuentan con muchas aves zancudas y playeras, y las costas inglesas son hábitats muy importantes para las aves marinas. El litoral inglés, en general más llano y arenoso que el de los países vecinos del Reino Unido, es un imán para las aves zancudas, pero también tiene algunas zonas más rocosas adecuadas para aves como los frailecillos.
Inglaterra cuenta con pocos mamíferos de gran tamaño, y está poblada principalmente por especies más pequeñas. Inglaterra cuenta con algunas especies de ciervos no autóctonos que se han naturalizado a un clima similar desde zonas de Europa continental y el sur de Siberia, y mientras que el ciervo rojo escocés es el que más prospera en Escocia, otras especies de ciervos más pequeñas, tanto autóctonas como introducidas, prosperan en Inglaterra, y algunas están ausentes o casi ausentes en Escocia (como el ciervo muntjac).

## Organización territorial
La organización del gobierno local en Inglaterra es compleja, debido al hecho de que la distribución de funciones varía de acuerdo a las disposiciones locales. La legislación local corresponde al Parlamento británico y el gobierno del Reino Unido, dado que Inglaterra no cuenta con un parlamento descentralizado. El nivel superior de las subdivisiones de Inglaterra lo forman las nueve oficinas regionales de gobierno. Desde el año 2000, la región de Londres cuenta con una asamblea electa y con un alcalde, tras el gran apoyo que recibió dicha propuesta en el referéndum de Londres de 1998. En ella se pretendía que las otras regiones también contaran con su propia asamblea regional, pero el rechazo a esta idea en un referéndum realizado en 2004 en la región Nordeste de Inglaterra detuvo la reforma. Por debajo del nivel de región, Londres se conforma por 32 municipios mientras que el resto de Inglaterra posee consejos de distrito y diputaciones o autoridades unitarias. Los concejales son elegidos por sufragio directo, mediante voto sencillo o por bloque.

## Economía
El Banco de Inglaterra, fundado en 1694 por el banquero escocés William Paterson, es el banco central del Reino Unido. Desde su fundación actuó como un banco privado para el Gobierno de Inglaterra, y continuó con este rol para el Gobierno del Reino Unido hasta que fue nacionalizado en 1946. Posee además el monopolio en la emisión de billetes de la moneda oficial de Inglaterra y de todo el Reino Unido, la libra esterlina tanto para Inglaterra como para Gales, aunque no en Escocia e Irlanda del Norte, en donde algunos bancos tienen derecho a emitir sus propios billetes.
Inglaterra por sí sola acumula el 85 % del PIB del Reino Unido. Inglaterra goza de una alta industrialización, si bien desde los años 1970 ha experimentado una disminución de la tradicional industria pesada y de los sectores manufactureros, en favor de un creciente énfasis hacia los sectores de servicios. Además, el turismo se ha convertido en factor clave dentro de la economía inglesa, la cual atrae anualmente a millones de visitantes. Las principales exportaciones inglesas son los productos farmacéuticos, los automóviles, el petróleo (extraído de la parte inglesa del mar del Norte en conjunto con Wytch Farm), los motores aeronáuticos y las bebidas alcohólicas. Otra parte importante de la economía es la agricultura, que en Inglaterra es intensiva y altamente mecanizada, produciendo el 60 % de las necesidades alimentarias con solo el 2 % de la fuerza laboral. Dos tercios de la producción agrícola están dedicados al ganado, mientras que el otro tercio está dedicado al cultivo.

### Turismo
El turismo desempeña un papel importante en la vida económica de Inglaterra. En 2018, el Reino Unido en su conjunto fue el décimo país del mundo más visitado por los turistas, y 17 de los 25 lugares del Reino Unido declarados Patrimonio de la Humanidad por la UNESCO se encuentran en Inglaterra.
Visit England es la oficina oficial de turismo de Inglaterra. La misión declarada de este organismo es desarrollar el producto turístico de Inglaterra, elevar el perfil de Gran Bretaña en todo el mundo, aumentar el volumen y el valor de las exportaciones turísticas y desarrollar la economía de visitantes de Inglaterra y Gran Bretaña. En 2020, la guía de viajes Lonely Planet calificó a Inglaterra como el segundo mejor país para visitar ese año, después de Bután.
Las restricciones impuestas por la pandemia de COVID-19 redujeron significativamente el número de visitantes en 2020 y en 2021. A partir de marzo de 2021, se aplicará un periodo de cuarentena de 10 días a las personas que entren en Inglaterra procedentes de una serie de países de la «lista roja».
17 de los 25 lugares del Reino Unido declarados Patrimonio de la Humanidad por la UNESCO se encuentran en Inglaterra. Algunos de los más conocidos son Stonehenge, la Torre de Londres, la Costa Jurásica, Westminster, los Baños Romanos de Bath, Saltaire, la Garganta de Ironbridge y el Parque Real de Studley.
El punto más septentrional del Imperio Romano, la Muralla de Adriano, es el mayor artefacto romano del mundo, con un total de 73 millas en el norte de Inglaterra.
Varias organizaciones paraguas se dedican a la conservación y el acceso público al patrimonio natural y cultural, entre ellas English Heritage y National Trust. La afiliación a estas organizaciones, aunque sea temporal, da prioridad al acceso gratuito a sus propiedades.
English Heritage tiene una amplia gama de competencias y gestiona más de 400 edificios y monumentos importantes en Inglaterra. También mantiene un registro de miles de edificios catalogados, aquellos que se consideran de mayor importancia para el patrimonio histórico y cultural del país.
Los servicios de autobús del Reino Unido ofrecen un transporte numeroso, frecuente y fiable por la mayoría de las grandes ciudades. Las zonas rurales están peor comunicadas y alquilar un coche suele ser la mejor opción para explorar el campo y los pueblos.
Los siguientes medios de transporte más comunes son los taxis y los trenes. La extensa red ferroviaria de Gran Bretaña se utiliza para viajar entre ciudades mucho más que el avión, y según una encuesta realizada en 2015, solo el 1% de los visitantes internacionales volaron dentro del país tras su llegada.
Londres ha atraído a un número récord de visitantes desde la celebración de los Juegos Olímpicos y Paralímpicos de 2012. Vienen a conocer la variada oferta cultural de Londres, la historia y patrimonio, museos de talla mundial, arquitectura, vida nocturna, parques y vías fluviales. Pero cada vez más vienen a explorar lo que significa ser londinense, a encontrar las joyas ocultas de la ciudad, a explorar  barrios icónicos y a experimentar una distintiva y diversa oferta comercial y gastronómica.
La mayoría de los visitantes, ya vengan por negocios o por placer, del resto del Reino Unido o de todo el mundo, suelen repetir la experiencia. También contribuyen a hacer de Londres una capital abierta, acogedora y diversa en cultura y ocio
El beneficio que los visitantes aportan a la ciudad es enorme: aproximadamente uno de cada siete londinenses trabaja directa o indirectamente en el sector turístico. Y se trata de una industria que ofrece oportunidades a personas en todas las etapas de la carrera profesional, desde empleos de nivel inicial hasta puestos de alta dirección. Los visitantes también gastan millones de libras en restaurantes, locales, hoteles, atracciones y tiendas, contribuyendo a animar la ciudad y a sostener empresas e instituciones culturales.

## Demografía
Con casi 50 millones de habitantes según el censo de 2001, Inglaterra es el país constitutivo más poblado del Reino Unido, contabilizando el 84 % de la población total. De ser un estado soberano, estas cifras convertirían a Inglaterra en el 25° país más poblado en el mundo. A su vez, con una densidad de 407 personas por kilómetro cuadrado, sería el segundo estado más densamente poblado de Europa después de Malta.

### Idiomas
Como su nombre sugiere, el inglés, idioma hablado por millones de personas en el mundo, se originó como el idioma de Inglaterra, siendo la lengua más hablada en el mundo actualmente.

### Religión
En el censo de 2011, el 59,4% de la población de Inglaterra especificó que su religión era cristiana, el 24,7% respondió que no tenía religión, el 5% especificó que era musulmán, mientras que el 3,7% de la población pertenece a otras religiones y el 7,2% no dio respuesta. El cristianismo es la religión más practicada en Inglaterra. La iglesia oficial en Inglaterra es la Iglesia de Inglaterra, que abandonó la comunión con la Iglesia Católica con sede en Roma en la década de 1530, cuando Enrique VIII no pudo anular su matrimonio con la católica Catalina de Aragón. La Iglesia anglicana se considera asimisma tanto católica como protestante.
Existen tradiciones de la High Church y la Low Church, y algunos anglicanos se consideran anglocatólicos, siguiendo el movimiento tractariano. El monarca del Reino Unido es el gobernador supremo de la Iglesia de Inglaterra, que cuenta con unos 26 millones de miembros bautizados (de los cuales la inmensa mayoría no acude regularmente a la iglesia). Forma parte de la Comunión Anglicana y el arzobispo de Canterbury es su cabeza simbólica a nivel mundial. Muchas catedrales e iglesias parroquiales son edificios históricos de gran importancia arquitectónica, como la Abadía de Westminster, York Minster, la Catedral de Durham y la Catedral de Salisbury.
La segunda confesión cristiana en importancia es la Iglesia Católica. Desde su reintroducción tras la emancipación católica, la Iglesia se ha organizado eclesiásticamente en Inglaterra y Gales, donde cuenta con 4,5 millones de miembros (la mayoría ingleses) Hasta la fecha ha habido un Papa de Inglaterra, Adriano IV, mientras que los santos Bede y Anselmo son considerados Doctores de la Iglesia.
Una forma de protestantismo conocida como metodismo es la tercera práctica cristiana más extendida y surgió al separarse del anglicanismo a través de John Wesley. Ganó popularidad en las ciudades molineras de Lancashire y Yorkshire, y entre los mineros del estaño en Cornualles. Existen otras minorías no conformistas, como los bautistas, cuáqueros, congregacionalistas, unitarios y el Ejército de Salvación.
El patrón de Inglaterra es San Jorge; su cruz simbólica está incluida en la bandera de Inglaterra. Hay muchos otros santos ingleses y asociados, como Cuthbert, Edmund, Alban, Wilfrid, Aidan, Eduardo el Confesor, John Fisher, Tomás Moro, Petroc, Piran, Margaret Clitherow y Thomas Becket. Se practican religiones no cristianas. Los judíos son una pequeña minoría en la isla desde 1070. Fueron expulsados de Inglaterra en 1290 tras el Edicto de Expulsión, y se les permitió regresar tras la reforma en 1656.
Especialmente desde la década de 1950, las religiones de las antiguas colonias británicas han crecido en número, debido a la inmigración. El islam es la más extendida, con un 5% de la población, seguida del hinduismo, el sijismo y el budismo, que suman un 2,8%, introducidos desde la India y el sudeste asiático.

Una pequeña minoría de la población practica antiguas religiones paganas. El neopaganismo en el Reino Unido está representado principalmente por la Wicca y la brujería neopagana, la Druidería y la Heathenería. Según el censo de 2011, hay aproximadamente 53.172 personas que se identifican como paganos en Inglaterra, incluyendo 11.026 wiccanos. El 24,7% de las personas en Inglaterra declararon no tener religión, en comparación con el 14,6% en 2001. Norwich tenía la proporción más alta con un 42,5%, seguido de Brighton y Hove con un 42,4%..

### Salud
El Servicio Nacional de Salud (National Health Service, NHS) es el sistema sanitario financiado con fondos públicos responsable de prestar la mayor parte de la asistencia sanitaria en el país. El NHS comenzó a funcionar el 5 de julio de 1948, poniendo en vigor las disposiciones de la Ley del Servicio Nacional de Salud de 1946. Se basó en las conclusiones del Informe Beveridge, elaborado por el economista y reformador social William Beveridge. El NHS se financia en gran parte con los impuestos generales y los pagos de la Seguridad Social; proporciona la mayoría de sus servicios de forma gratuita en el punto de uso, aunque hay que pagar a algunas personas por las pruebas oftalmológicas, la atención dental, las recetas y algunos aspectos de la atención personal.
El departamento gubernamental responsable del NHS es el Ministerio de Sanidad, dependiente del Secretario de Estado de Sanidad. La mayor parte de los gastos del departamento se destinan al NHS: en 2008-2009 se gastaron 98.600 millones de libras. Los organismos reguladores, como el Consejo Médico General y el Consejo de Enfermería y Matronas, están organizados a escala del Reino Unido, al igual que los organismos no gubernamentales, como los Royal Colleges.
La esperanza de vida media es de 77,5 años para los hombres y 81,7 años para las mujeres, la más alta de los cuatro países del Reino Unido. El sur de Inglaterra tiene una esperanza de vida mayor que el norte, pero las diferencias regionales parecen reducirse lentamente: entre 1991-1993 y 2012-2014, la esperanza de vida en el noreste aumentó en 6,0 años y en el noroeste en 5,8 años.

## Ciencia y Tecnología
Entre las figuras inglesas destacadas del campo de la ciencia y las matemáticas se encuentran Sir Isaac Newton, Charles Darwin, Robert Hooke, Alan Turing, Stephen Hawking, Edward Jenner, Francis Crick, Joseph Lister, Joseph Priestley, Thomas Young, Christopher Wren y Richard Dawkins.
Inglaterra fue uno de los principales centros de la Revolución Científica desde el siglo XVII. Como cuna de la Revolución Industrial, Inglaterra fue cuna de muchos inventores importantes a finales del siglo XVIII y principios del XIX. Entre los ingenieros ingleses más famosos figuran Isambard Kingdom Brunel, conocido por la creación del Gran Ferrocarril del Oeste, una serie de famosos barcos de vapor y numerosos puentes importantes, que revolucionaron el transporte público y la ingeniería moderna. La máquina de vapor de Thomas Newcomen contribuyó a engendrar la Revolución Industrial.
El padre del ferrocarril, George Stephenson, construyó la primera línea ferroviaria pública interurbana del mundo, el ferrocarril de Liverpool y Mánchester, inaugurado en 1830. Por su papel en la comercialización y fabricación de la máquina de vapor y la invención de la moneda moderna, Matthew Boulton (socio comercial de James Watt) está considerado uno de los empresarios más influyentes de la historia. Se dice que la vacuna contra la viruela del médico Edward Jenner «salvó más vidas... que las que se perdieron en todas las guerras de la humanidad desde el comienzo de la historia documentada».

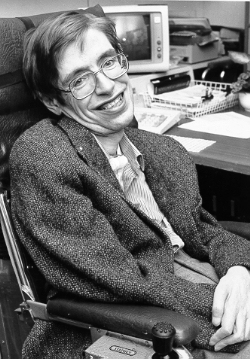
Stephen Hawking, científico inglés

Entre los inventos y descubrimientos de los ingleses figuran el motor a reacción; la primera máquina industrial de hilar; el primer ordenador y el primer ordenador moderno; la World Wide Web junto con HTML; la primera transfusión de sangre humana con éxito; la aspiradora motorizada; el cortacésped; el cinturón de seguridad; el aerodeslizador; el motor eléctrico; las máquinas de vapor; y teorías como la teoría darwiniana de la evolución y la teoría atómica. Newton desarrolló las ideas de la gravitación universal, la mecánica newtoniana y el cálculo, y Robert Hooke su ley de la elasticidad, de nombre homónimo. Otros inventos suyos son el ferrocarril de placa de hierro, el termosifón, el asfalto, la goma elástica, la ratonera, el marcador de carreteras «ojo de gato», el desarrollo conjunto de la bombilla, las locomotoras de vapor, la sembradora moderna y muchas técnicas y tecnologías modernas utilizadas en la ingeniería de precisión.
The Royal Society, formalmente The Royal Society of London for Improving Natural Knowledge, es una sociedad científica y la academia nacional de ciencias del Reino Unido. Fundada el 28 de noviembre de 1660, es la institución científica nacional más antigua del mundo. La Royal Institution of Great Britain fue fundada en 1799 por destacados científicos ingleses, entre ellos Henry Cavendish. Algunos expertos afirman que el primer concepto de sistema métrico fue inventado por John Wilkins en 1668.
La investigación y el desarrollo científicos siguen siendo importantes en las universidades de Inglaterra, y muchas de ellas han establecido parques científicos para facilitar la producción y la cooperación con la industrial. Cambridge es el clúster de investigación más intensivo en ciencia y tecnología del mundo. En 2022, el Reino Unido produjo el 6,3% de los artículos de investigación científica del mundo y tuvo una cuota del 10,5% de las citas científicas, la tercera más alta del mundo (después de Estados Unidos y China). Entre las revistas científicas producidas en Inglaterra se encuentran Nature, British Medical Journal y The Lancet. El Departamento de Ciencia, Innovación y Tecnología, Secretario de Estado de Ciencia, Innovación y Tecnología y Ministro de Estado de Ciencia, Investigación e Innovación es responsable de la ciencia en Inglaterra.

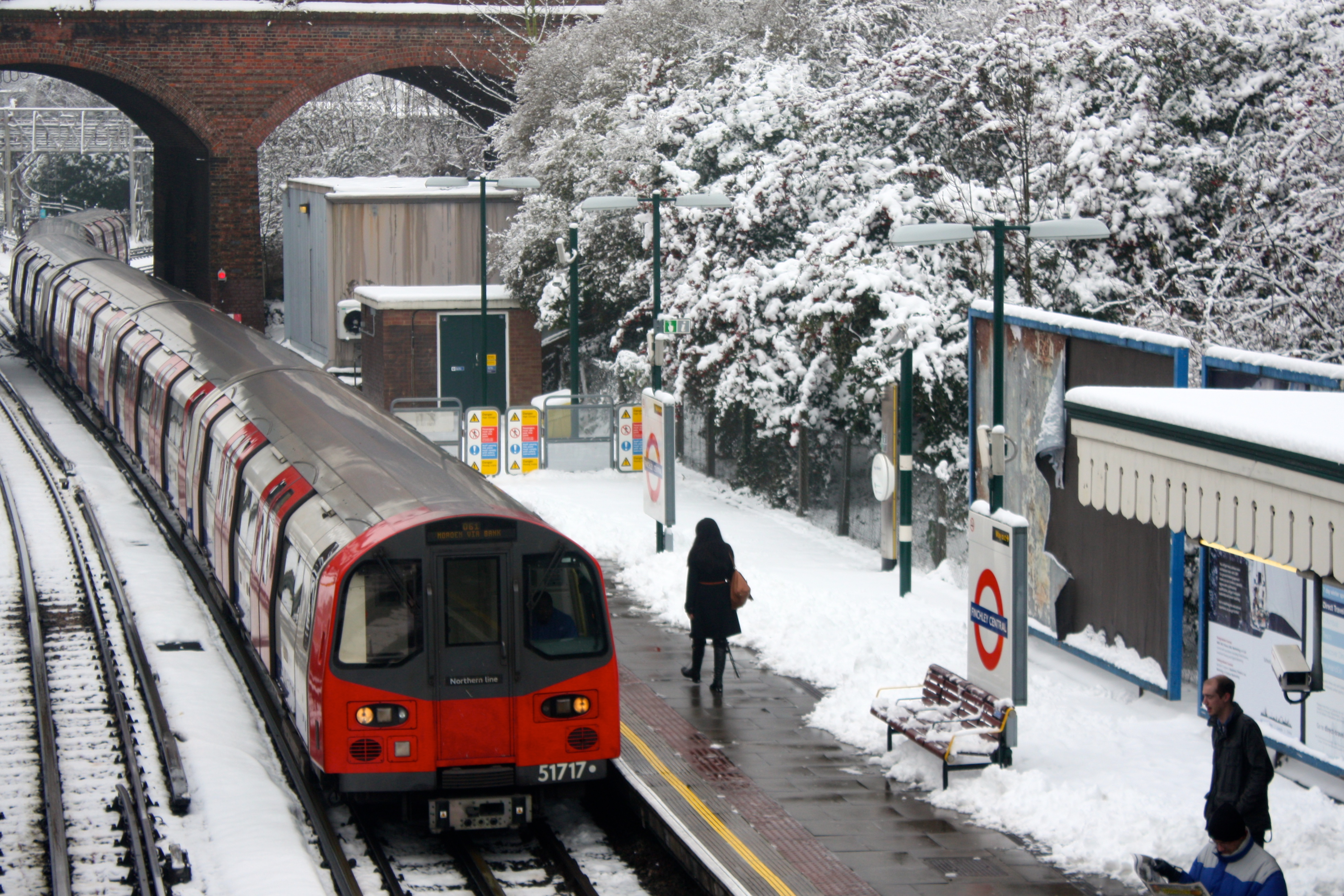
Un tren del Metro de Londres

## Transporte
El Departamento de Transporte es el organismo gubernamental responsable de supervisar el transporte en Inglaterra. El departamento está dirigido por el Secretario de Estado de Transportes.
Inglaterra cuenta con una densa y moderna infraestructura de transportes. Hay muchas autopistas en Inglaterra, y muchas otras carreteras principales, como la A1 Great North Road, que atraviesa el este de Inglaterra desde Londres hasta Newcastle (gran parte de este tramo es autopista) y llega hasta la frontera escocesa. La autopista más larga de Inglaterra es la M6, desde Rugby por el noroeste hasta la frontera anglo-escocesa, con una distancia de 373 km. Otras vías importantes son: la M1 de Londres a Leeds, la M25 que rodea Londres, la M60 que rodea Mánchester, la M4 de Londres al sur de Gales, la M62 de Liverpool vía Mánchester a East Yorkshire, y la M5 de Birmingham a Bristol y el suroeste.

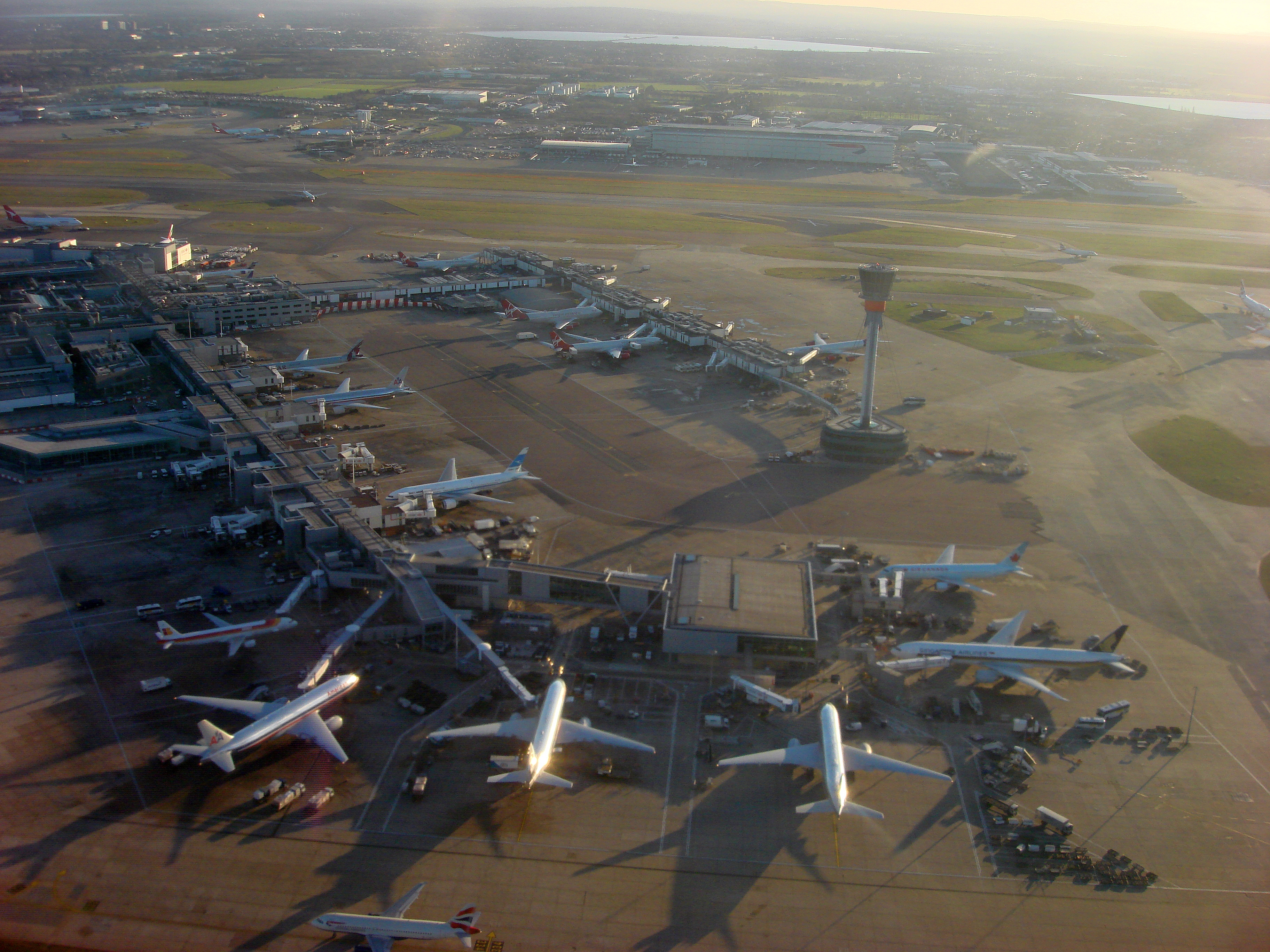
Terminal 3 del Aeropuerto de Heathrow en Inglaterra

El transporte en autobús está muy extendido por todo el país; entre las principales empresas figuran Arriva, FirstGroup, Go-Ahead Group, Mobico Group, Rotala y Stagecoach Group. El transporte rápido en autobús se originó en Inglaterra con la inauguración de la Runcorn Busway en 1971. Los autobuses rojos de dos pisos de Londres se han convertido en un símbolo de Inglaterra. La Ruta Ciclista Nacional ofrece rutas ciclistas a escala nacional.
El transporte ferroviario en Inglaterra es el más antiguo del mundo: los ferrocarriles de pasajeros se originaron en Inglaterra en 1825. Gran parte de los 16.000 km (10.000 millas) de red ferroviaria británica se encuentran en Inglaterra, cubriendo el país de forma bastante extensa. Hay acceso ferroviario a Francia y Bélgica a través de un enlace ferroviario submarino, el Túnel del Canal, que se completó en 1994.
Great British Railways es un organismo público de propiedad estatal que supervisará el transporte ferroviario en Gran Bretaña a partir de 2024. La Office of Rail and Road es responsable de la regulación económica y de seguridad de los ferrocarriles de Inglaterra. Crossrail fue el mayor proyecto de construcción de Europa, con un coste previsto de 15.000 millones de libras, inaugurado en 2022. Se está construyendo la High Speed 2, una nueva línea ferroviaria de alta velocidad norte-sur.

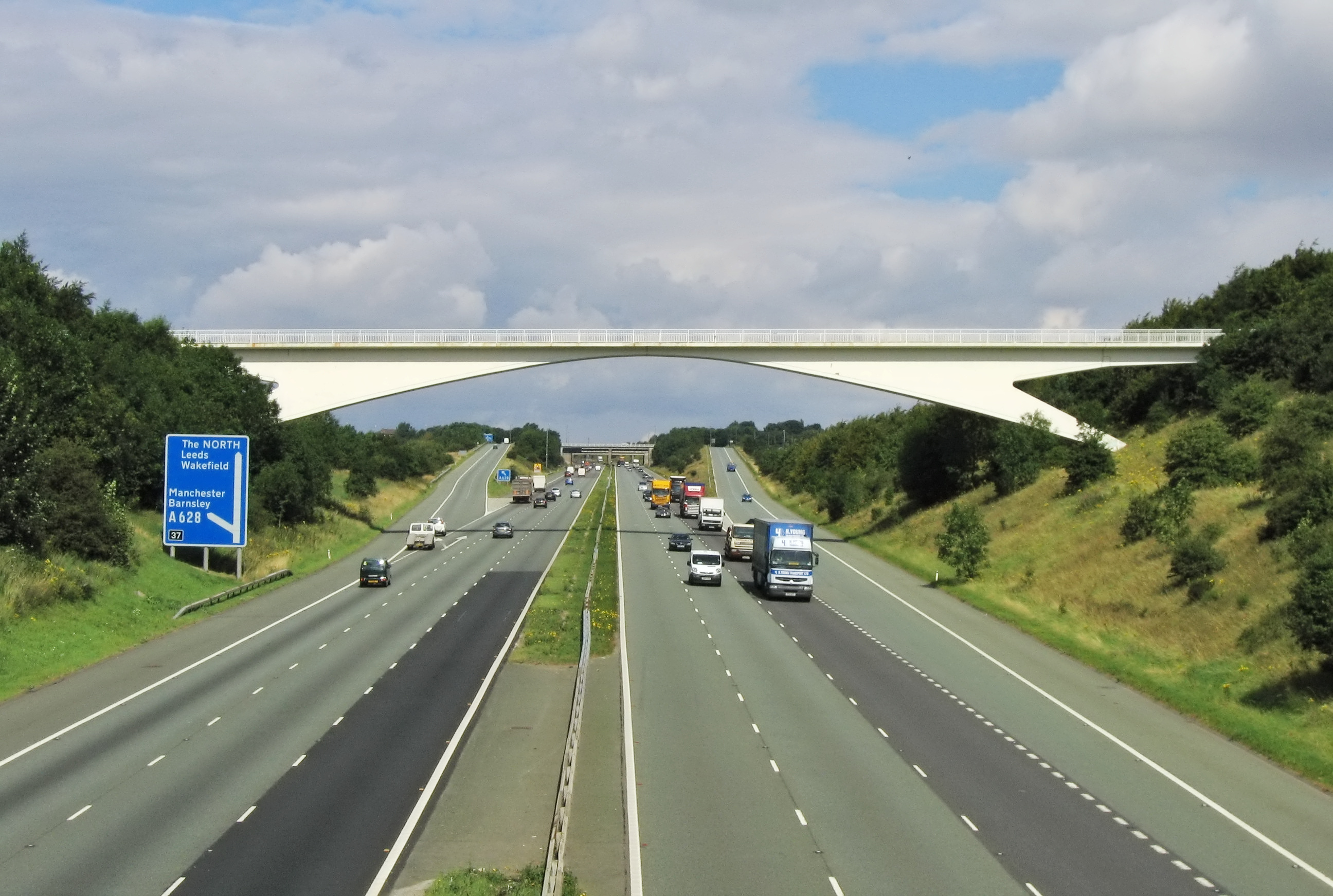
Autopista M1 que conecta Londres con Leeds

Hay una red de transporte rápido en dos ciudades inglesas: el metro de Londres, y el metro de Tyne and Wear en Newcastle upon Tyne, Gateshead y Sunderland. Hay varias redes extensas de tranvías, como Manchester Metrolink, Sheffield Supertram, West Midlands Metro, Nottingham Express Transit, y Tramlink en el sur de Londres. Inglaterra también tiene amplias conexiones aéreas nacionales e internacionales. El aeropuerto más grande es Heathrow, el segundo más activo del mundo en número de pasajeros internacionales.
Por mar hay transporte en transbordador, tanto local como internacional, incluido el de Liverpool a Irlanda y la Isla de Man, y el de Hull a los Países Bajos y Bélgica. Hay unas 4.400 millas (7.100 km) de vías navegables en Inglaterra, la mitad de las cuales son propiedad del Canal & River Trust, sin embargo, el transporte fluvial es muy limitado. El río Támesis es la principal vía navegable de Inglaterra, cuyas importaciones y exportaciones se concentran en el puerto de Tilbury, en el estuario del Támesis, uno de los tres puertos principales del Reino Unido.

## Cultura
Resulta difícil separar claramente la cultura de Inglaterra respecto de la cultura del Reino Unido, si bien la cultura inglesa ha influido en las otras culturas de las islas británicas, queda por aclarar hasta qué punto estas otras culturas han influido sobre la de Inglaterra.

### Arquitectura
La arquitectura de Inglaterra se refiere a la arquitectura practicada en el territorio actual de Inglaterra y en el del histórico reino de Inglaterra. El término también se usa para referirse a los edificios creados bajo la influencia inglesa o por los arquitectos ingleses en otras partes del mundo, particularmente en las colonias inglesas y, posteriormente británicas, y en el Imperio británico que evolucionó hacia la Mancomunidad Británica de Naciones.
Las principales formas de arquitectura no vernácula empleadas en Inglaterra antes de 1900 se originaron en otras partes de Europa occidental, principalmente en Francia e Italia, y también en el siglo XX la arquitectura moderna deriva tanto de influencias europeas como estadounidenses. Cada uno de esos modos extranjeros se asimiló en la cultura arquitectónica inglesa y dio lugar a variaciones e innovaciones locales, produciendo algunas formas y tipos nacionales diferenciados. Entre los estilos más característicos originarios de Inglaterra destacan el gótico perpendicular de finales de la Edad Media, el gótico victoriano alto y el estilo reina Ana.
Muchos antiguos monumentos de piedra todavía en pie fueron erigidos en el periodo prehistórico; entre los más conocidos figuran Stonehenge, los menhires conocidos como las Flechas del Diablo, el monolito de Rudston y el círculo de piedras de Castlerigg. Con la invasión romana se introdujeron nuevos tipos edificatorios, basílicas, baños, anfiteatros, arcos de triunfo, villas, templos, calzadas, fortalezas, empalizadas y acueductos. Fueron los romanos quienes fundaron varias ciudades y pueblos tales como Londinium (Londres), Aquae Sulis (Bath), Eburacum (York), Deva (Chester) o Verulamium (St Albans). Una de las obras romanas más conocidas es el muro de Adriano, que atraviesa todo el norte de Inglaterra. Otro ejemplo bien conservado son los baños romanos en Bath.
Los primeros edificios civiles de la arquitectura medieval fueron construcciones sencillas, realizadas principalmente con madera y tejados de paja. La arquitectura eclesiástica abarcó desde una síntesis del monasticismo hiberno-sajón hasta la basílica paleocristiana, caracterizada por las hileras de pilastras, las arcadas ciegas, ejes de balaustres y aberturas de cabeza triangular.
Después de la conquista normanda en 1066 los señores feudales construyeron numerosos castillos desde los que poder detentar el poder, y protegerse de invasiones en el norte. Algunos de los mejores castillos medievales conocidos son la torre de Londres, el castillo de Warwick, el castillo de Durham y el castillo de Windsor, entre otros.
A lo largo de la era de Plantagenet, floreció una arquitectura gótica inglesa, con ejemplos sobresalientes como las catedrales medievales de Canterbury y York o la abadía de Westminster.  Con la expansión de la arquitectura normanda además de castillos, surgieron palacios, grandes casas, universidades e iglesias parroquiales. La arquitectura medieval se completó en el siglo XVI con el estilo Tudor cuyo elemento más característico es el arco de cuatro centros —el llamado arco Tudor— al igual que el wattle and daub (bahareque) de las casas domésticas. A raíz del Renacimiento, apareció una forma de arquitectura que se hacía eco de la antigüedad clásica sintetizada con el cristianismo, es el estilo barroco inglés, particularmente defendido por el arquitecto Christopher Wren.
En Inglaterra la arquitectura medieval ofrece tal vez una evolución más completa que en los demás países: se clasifica en períodos que coinciden aproximadamente con los siglos y se definen por sus caracteres especiales: anglo-sajón, normando, inglés primitivo, decorado, perpendicular y Tudor. Esta clasificación se basa en las etapas históricas y parte en el carácter de la arquitectura inglesa. El tránsito de una a otra fue lento y gradual, casi imperceptible. El carácter de cada estilo y su análisis advierten bien de la evolución de plantas, aberturas, techadumbres, columnas y ornamentos.

### Folclore

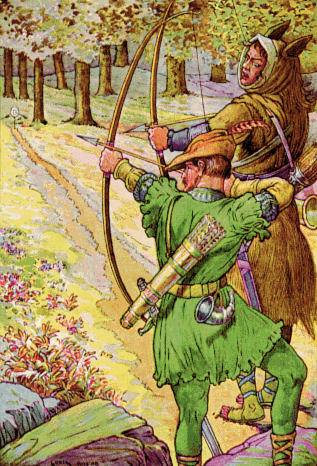
Robin Hood, icono del folclore inglés.

El folclore inglés se ha ido desarrollando a lo largo de muchos siglos. Algunos de los personajes e historias están presentes en toda Inglaterra, pero la mayoría pertenecen a regiones específicas.
Del folclore o tradición común proceden los duendes, los gigantes, los elfos, el "coco", los troles y los enanos. Si bien se cree que muchas leyendas populares vienen de antiguo, como por ejemplo Offa de Angeln o Völundr, otras son posteriores a la invasión normanda, siendo quizás entre estas la historia de Robin Hood la más conocida.
Durante la Alta Edad Media las historias procedentes de la tradición británica entraron en el folclore inglés. Tal es el caso del conocido mito del rey Arturo. Estos mitos derivan de leyendas anglo-normandas, francesas y galesas, en las que figuraban personajes y lugares como el rey Arturo, Camelot, Excalibur, Merlín o los caballeros de la Mesa Redonda como Lancelot. Estas historias fueron recopiladas por Godofredo de Monmouth en su Historia Regum Britanniae (Historia de los reyes de Bretaña). Otra de las figuras de la tradición inglesa, fue la del rey Cole, mito que puede estar basado en una figura real de la época prerromana de la Gran Bretaña. Muchos de estos cuentos y pseudohistorias forman parte de la amplia Materia de Bretaña; una recopilación de las leyendas e historias tradicionales británicas.
Algunas figuras populares se basan en personajes o figuras semi-reales o hechos históricos de personas de siglos atrás. Por ejemplo lady Godiva, de quien se dice que paseaba desnuda a caballo por Coventry. Hereward el Proscrito fue otra figura heroica inglesa al resistir la invasión Normanda. Herne el Cazador es un fantasma ecuestre, asociado al bosque y al parque de Windsor, mientras que la Madre Shipton es el arquetipo de bruja.
El 5 de noviembre la población enciende fogatas, lanza fuegos artificiales y come manzanas con caramelo en conmemoración de la frustrada Conspiración de la Pólvora protagonizada por el católico Guy Fawkes.

### Gastronomía

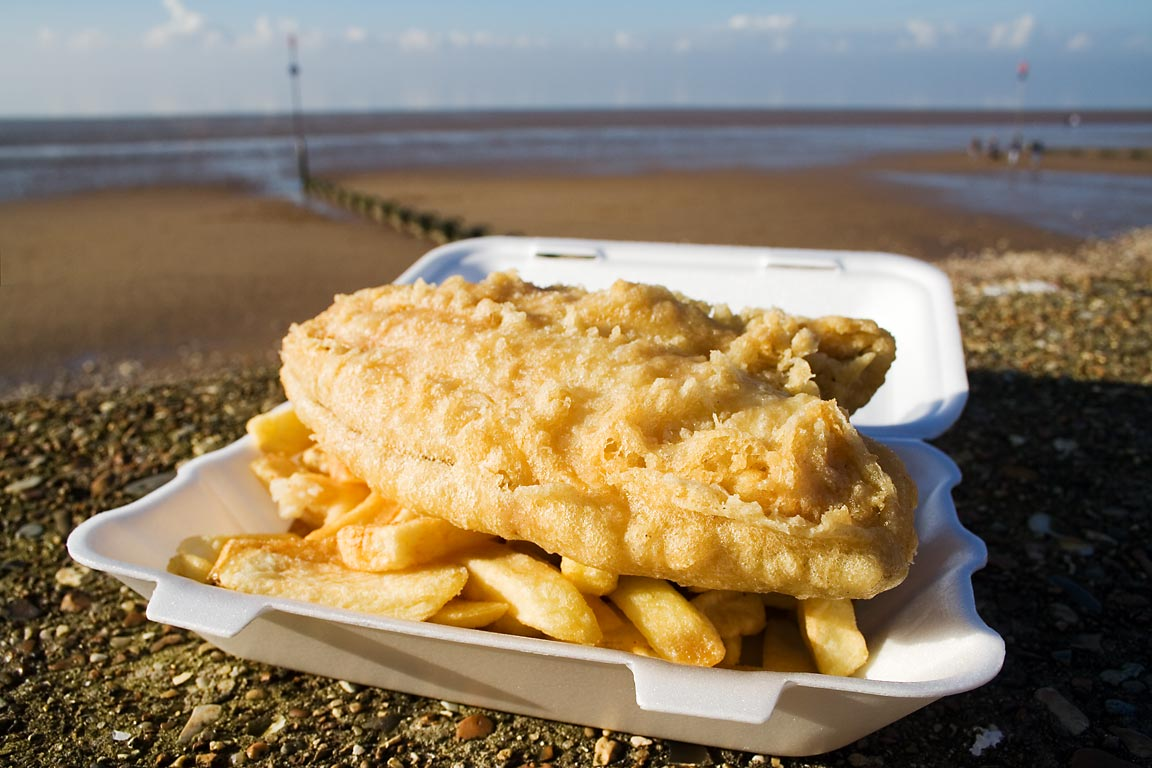
El fish and chips es muy consumido en Inglaterra.

Desde la Edad Moderna la comida de Inglaterra se ha caracterizado por su enfoque sencillo y por la confianza en la alta calidad de sus productos naturales. Durante la Edad Media y el Renacimiento la cocina inglesa disfrutó de una excelente reputación, que empezaría a declinar durante la Revolución Industrial con el éxodo rural y el aumento de la población urbana. Sin embargo, en los últimos tiempos ha experimentado un renacimiento, que ha sido reconocida por la crítica gastronómica mediante buenas puntuaciones en las listas de los mejores restaurantes del mundo.
Ejemplos tradicionales de comida inglesa incluyen el Sunday roast, un plato elaborado generalmente con carne de vaca, cordero o pollo, servido con verduras variadas, el Yorkshire pudding y el gravy. Otras comidas destacadas son el fish and chips (pescado con patatas fritas), y el full English breakfast, que consiste generalmente en panceta, tomate asado, alubias al horno, champiñones fritos, salchichas y huevos. También son típicos los pasteles de carne: de vaca, de riñón, el cottage pie, el pastel de requesón, el pastel de Cornualles o el pastel de cerdo, el último de los cuales se consume frío. El estofado de Lancashire es asimismo un guiso conocido. Algunos de los quesos más populares son el Cheddar y el Wensleydale. Muchos platos híbridos de la cocina anglo-india incluyen curry, el pollo tikka masala y el balti. Los dulces ingleses tradicionales incluyen el pastel de manzana, las tartas de carne picada, el spotted dick, o el pastel de Eccles, así como una gran variedad de galletas y pastas. El té es una de las bebidas más consumidas, mientras que las bebidas alcohólicas más comunes son el vino, la sidra y cervezas inglesas.

### Artes

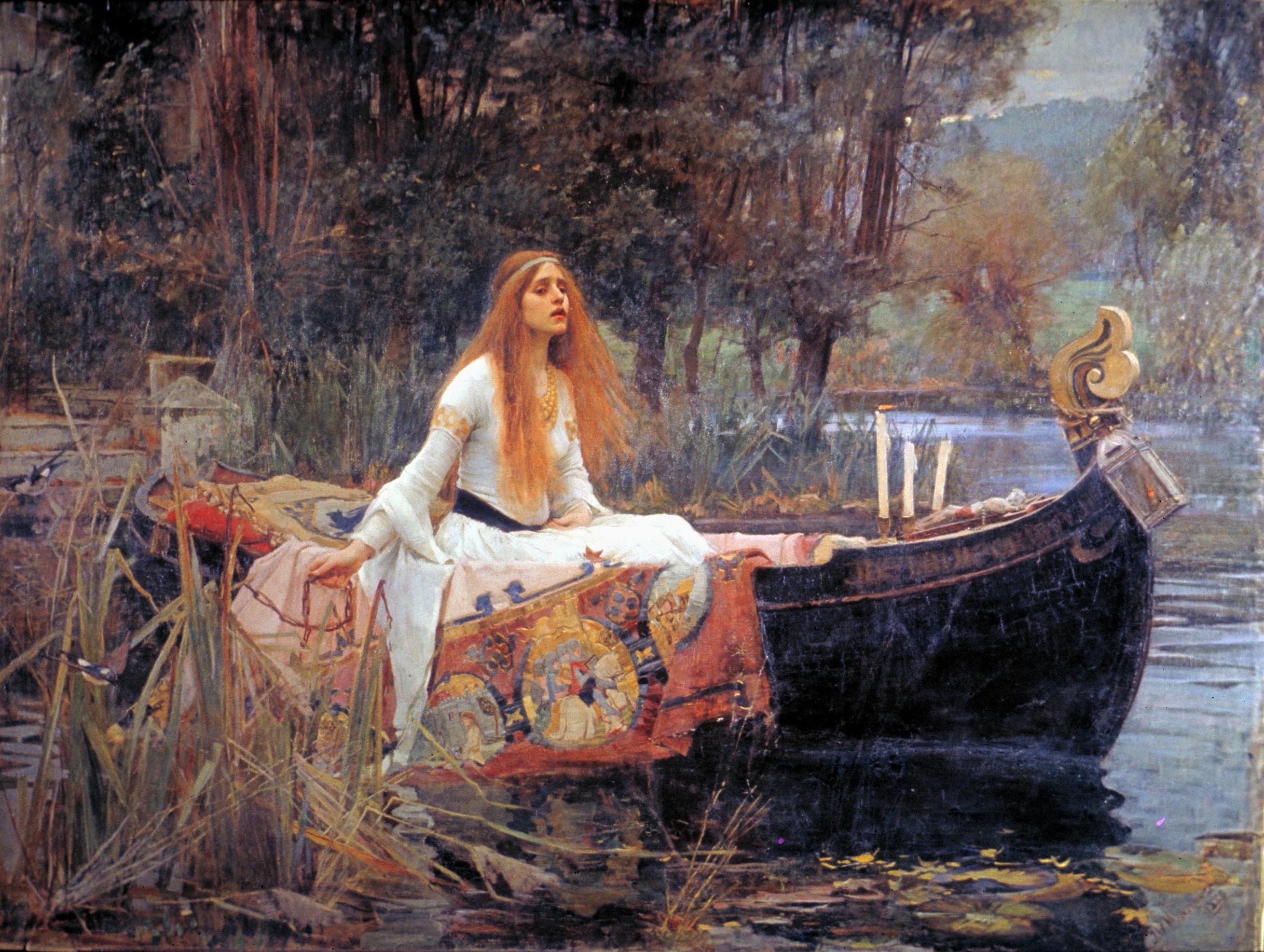
La dama de Shalott, de John William Waterhouse, ejemplo de la pintura de la Hermandad Prerrafaelita.

Los primeros ejemplos conocidos son rocas prehistóricas y piezas de arte rupestre, más destacadas en el norte de Yorkshire, Northumberland y Cumbria, pero también presentes en el sur, por ejemplo en Creswell Crags. Con la llegada de la cultura romana en el siglo I se generalizaron las disciplinas artísticas relativas al uso de estatuas, bustos, vidrio y mosaicos. De esa época sobreviven todavía numerosos objetos, como los de Lullingstone y Aldborough.
Durante la Alta Edad Media fueron frecuentes las cruces esculpidas, los marfiles, los manuscritos ilustrados, y la joyería de oro y esmalte, mostrando una gran predilección por los complejos diseños entrelazados, como en el tesoro descubierto en Staffordshire en 2009. Algunos de estos estilos mezclaban las tradiciones gaélicos y anglos, como en los Evangelios de Lindisfarne y el Salterio Vespasiano.
La era Tudor disfrutó de prominentes artistas entre su corte, la pintura de retratos, que permanecería posteriormente como actividad destacada del arte inglés, se vio impulsada por el alemán Hans Holbein. Artistas locales como Nicholas Hilliard construirían sobre este legado. Bajo los Estuardo, los artistas continentales ejercieron gran influencia, especialmente los flamencos, como Anthony van Dyck, Peter Lely, Godfrey Kneller o William Dobson. El siglo XVIII fue una época de gran importancia con la fundación de la Real Academia, prevaleciendo un clasicismo basado en el Alto Renacimiento. Thomas Gainsborough y Joshua Reynolds se convertirían en dos de los artistas más apreciados de Inglaterra.
La Escuela de Norwich continuó la tradición paisajística, mientras que la Hermandad Prerrafaelista, con su estilo vivo y detallado, revivió el estilo del primer renacimiento, con Holman Hunt, Dante Gabriel Rossetti y John Everett Millais como líderes destacados. Durante el siglo XX Henry Moore fue considerado como la voz de la británica de la escultura y de la modernidad británica en general. Como pintores contemporáneos destacados figuran Lucian Freud, cuyo trabajo Benefits Supervisor Sleeping (2008) estableció un récord mundial de precio de venta de una pintura de un artista vivo.

### Literatura, poesía y filosofía

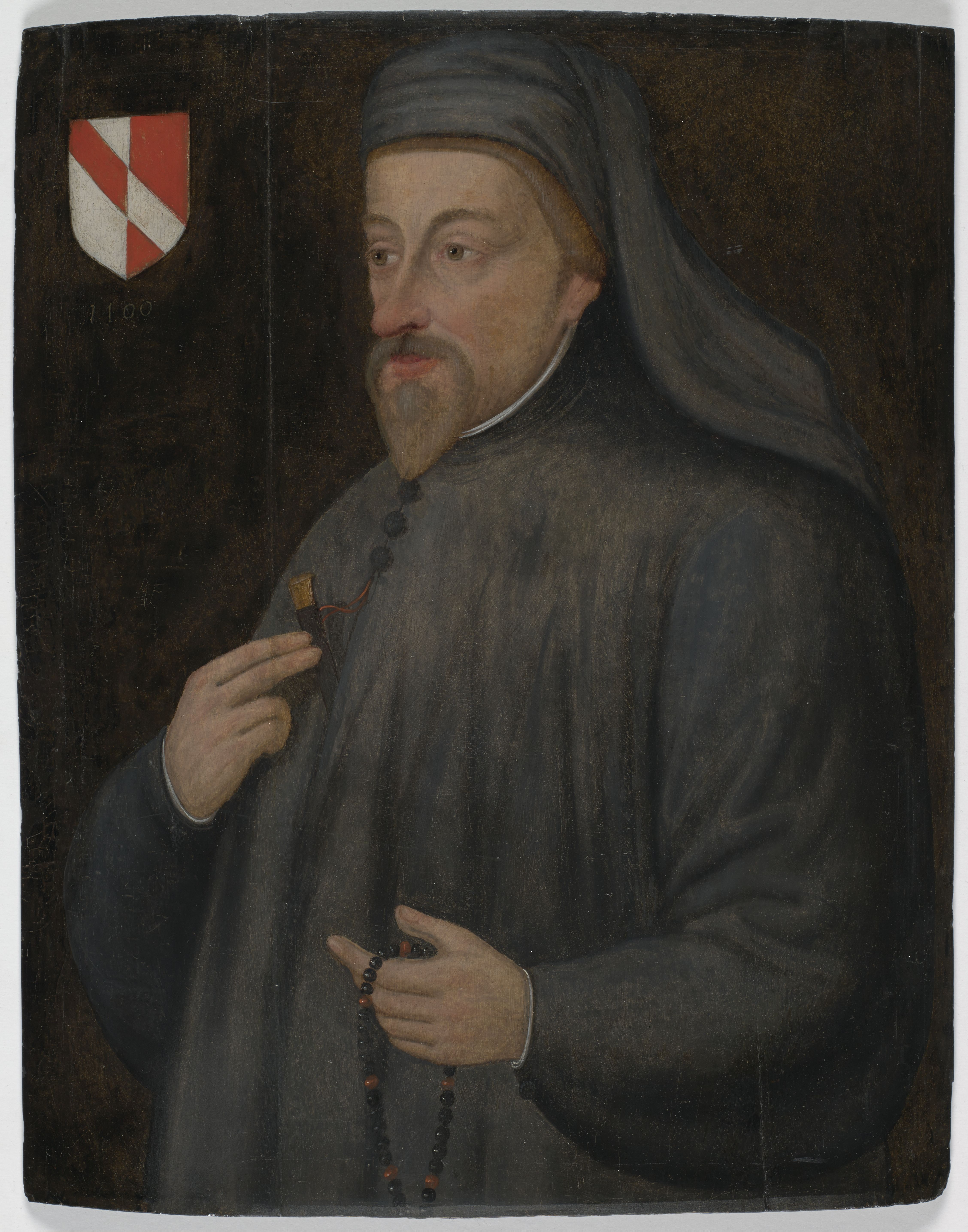
Geoffrey Chaucer (c. 1343-1400), poeta, escritor y filósofo inglés, célebre por Los cuentos de Canterbury.

El período de la vieja literatura inglesa siempre fue respaldado por el poema épico Beowulf, la prosa secular de la Anglo-Saxon es la Crónica, junto con los escritos cristianos Judith, Himno de Caedmon y hagiografías santas. Tras la conquista normanda, América continuó entre las clases educadas, así como una literatura anglo-normanda. La literatura inglesa surgió con Geoffrey Chaucer, autor de Los cuentos de Canterbury, junto con Gower, el Poeta Pearl y Langland. Los franciscanos, Guillermo de Ockham y Roger Bacon fueron los principales filósofos de la Edad Media y las demás edades. Juliana de Norwich lo fue con sus Revelaciones de la Divina. El amor era un místico cristiano prominente. Durante la época renacentista, William Shakespeare fue el gran exponente, con obras como Hamlet, Romeo y Julieta, Macbeth y El sueño de una noche de verano, sigue siendo uno de los autores más defendidos en la literatura inglesa. Marlowe, Spenser, Sídney, Thomas Kyd, John Donne, Jonson son otros autores consagrados de la época isabelina. Francis Bacon y Thomas Hobbes escribieron en el empirismo y el materialismo, incluido el método científico y social de contrato. Robert Filmer escribió sobre el derecho divino de los reyes. Andrew Marvell fue el mejor poeta conocido de la Comunidad, mientras que John Milton autor de El paraíso perdido lo fue durante la Restauración.
Algunos de los filósofos más destacados de la Ilustración fueron Locke, Paine, Johnson y Bentham. Los elementos más radicales fueron contrarrestados posteriormente por Edmund Burke, quien es considerado como el fundador del conservadurismo. El poeta Alexander Pope, con sus versos satíricos, llegó a ser bien considerado. El desempeño inglés es un papel significativo en el romanticismo; Coleridge, Byron, Keats, Shelley, Blake y Wordsworth fueron figuras importantes. En respuesta a la Revolución Industrial, los escritores parecían encontrar un camino entre la libertad y la tradición; Cobbett, Chesterton y Belloc fueron los principales exponentes y Penty del movimiento cooperativo defensor de Cole. El empirismo continuó a través de Mill y Russell, mientras que Williams estaba involucrado en el análisis. Los autores de la época de la era Victoriana incluyen a Dickens, las Hermanas Brontë, Jane Austen, Eliot, Kipling, Hardy, H. G. Wells, Lewis Carroll y Evelyn Underhill. Desde entonces Inglaterra continuó produciendo novelistas como C. S. Lewis, Orwell, D. H. Lawrence, Virginia Woolf, Enid Blyton, Huxley, Christie, Pratchett, J. R. R. Tolkien, y J. K. Rowling.

### Música

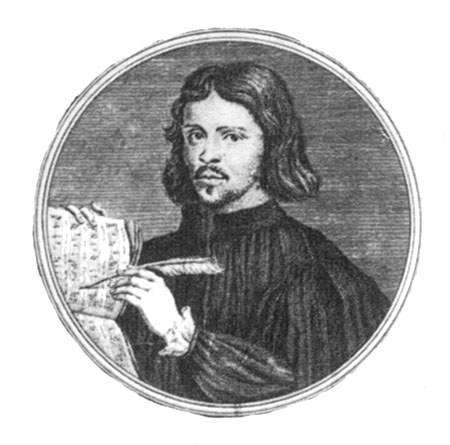
Thomas Tallis, considerado uno de los mejores compositores ingleses.

La música popular tradicional de Inglaterra tiene siglos de antigüedad y ha contribuido a varios géneros prominentes; sobre todo canciones de marineros, plantillas, chirimías y música de baile. Tiene sus propias variaciones y peculiaridades regionales. Wynkyn de Worde, con baladas de Robin Hood del siglo XVI, son un artefacto importante, al igual que Juan Playford («El maestro de baile») y Harley Robert Roxburghe (Baladas coleccionables). Algunas de las canciones más conocidas son «El buen camino viejo», «Pasatiempo con buena compañía», «Maggie May» y «Damas españolas», entre otros.
Muchas rimas infantiles son de origen inglés, o asociados con la cultura inglesa, como «Twinkle Twinkle Little Star» («Campanita del lugar»), «Las rosas son rojas», «Jack y Jill», «Aquí vamos rodeando la mulberry bush» y «Humpty Dumpty». Los primeros compositores en la música clásica son artistas del Gótico tardío como Leonel Power y John Dunstable. Ya en el Renacimiento se destacaron John Taverner, Thomas Tallis y William Byrd, seguidos por Henry Purcell, de la época barroca. De origen alemán, Georg Friedrich Haendel se convirtió en un ciudadano británico y pasó la mayor parte de su vida componiendo, en Londres, la creación de algunas de las obras más conocidas de música clásica: El Mesías, Música acuática y Música para los reales fuegos de artificio. La figura más importante de entre las nacidas a mitad del siglo XIX fue la de Edward Elgar. 

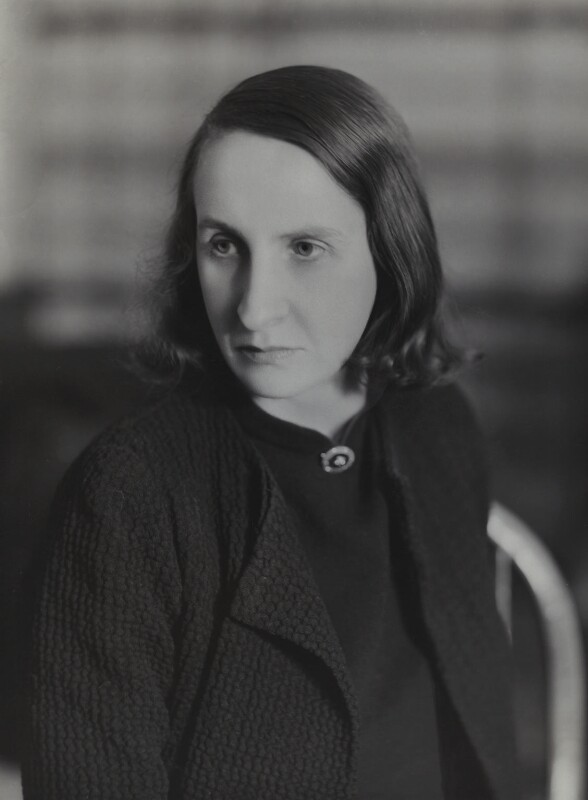
Elisabeth Lutyens

Hubo un renacimiento en el perfil de compositores de Inglaterra en el siglo XX dirigido por Benjamin Britten, Frederick Delius, Edmund Rubbra, Frank Bridge, Gustav Holst, Ralph Vaughan Williams, Michael Tippett, Rebecca Clarke, Elizabeth Maconchy, Elisabeth Lutyens, Cornelius Cardew, Peter Maxwell Davies, John Tavener, George Benjamin, Thomas Adès, Rebecca Saunders y Michael Nyman, conocido por El Piano.
Cabe destacar la carrera de la violonchelista Jacqueline du Pré (1945-1987). Otros grandes intérpretes fueron: John Ogdon (piano y también composición); 
Thomas Beecham y John Barbirolli (dirección orquestal); Janet Baker (cantante lírica; mezzosoprano) y Kathleen Ferrier (contralto).

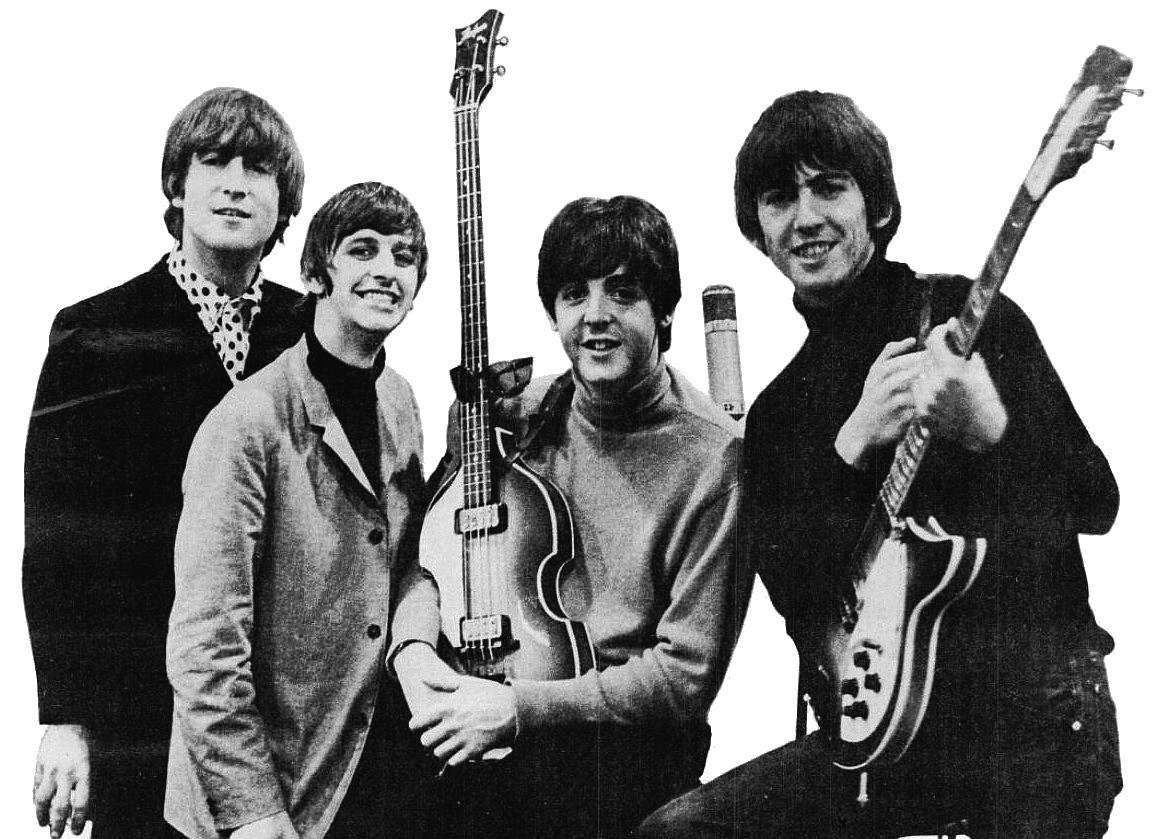
The Beatles, considerada la mejor banda de pop de la historia

En el ámbito de la música popular, muchas bandas inglesas y solistas han sido citados como los mejores y más influyentes en ventas de música de todos los tiempos. Estos incluyen a The Beatles, Led Zeppelin, Eric Clapton, The Rolling Stones, The Who, The Kinks, Black Sabbath, Yes, Queen, Robbie Williams, David Bowie, etc.
Grandes festivales de música al aire libre en el verano y el otoño son populares internacionalmente, tales como Glastonbury, V Festival, Reading y Leeds Festival. La casa de ópera más importante en Inglaterra es el Royal Opera House, Covent Garden. The Proms, la temporada de música clásica orquestal, realiza conciertos en el Royal Albert Hall, siendo uno de los principales espectáculos culturales celebrado anualmente. The Royal Ballet es una de las principales compañías de ballet clásico del mundo y su reputación fue construida sobre dos figuras prominentes de la danza del siglo XX: la bailarina Margot Fonteyn y el coreógrafo Frederick Ashton.

## Deporte

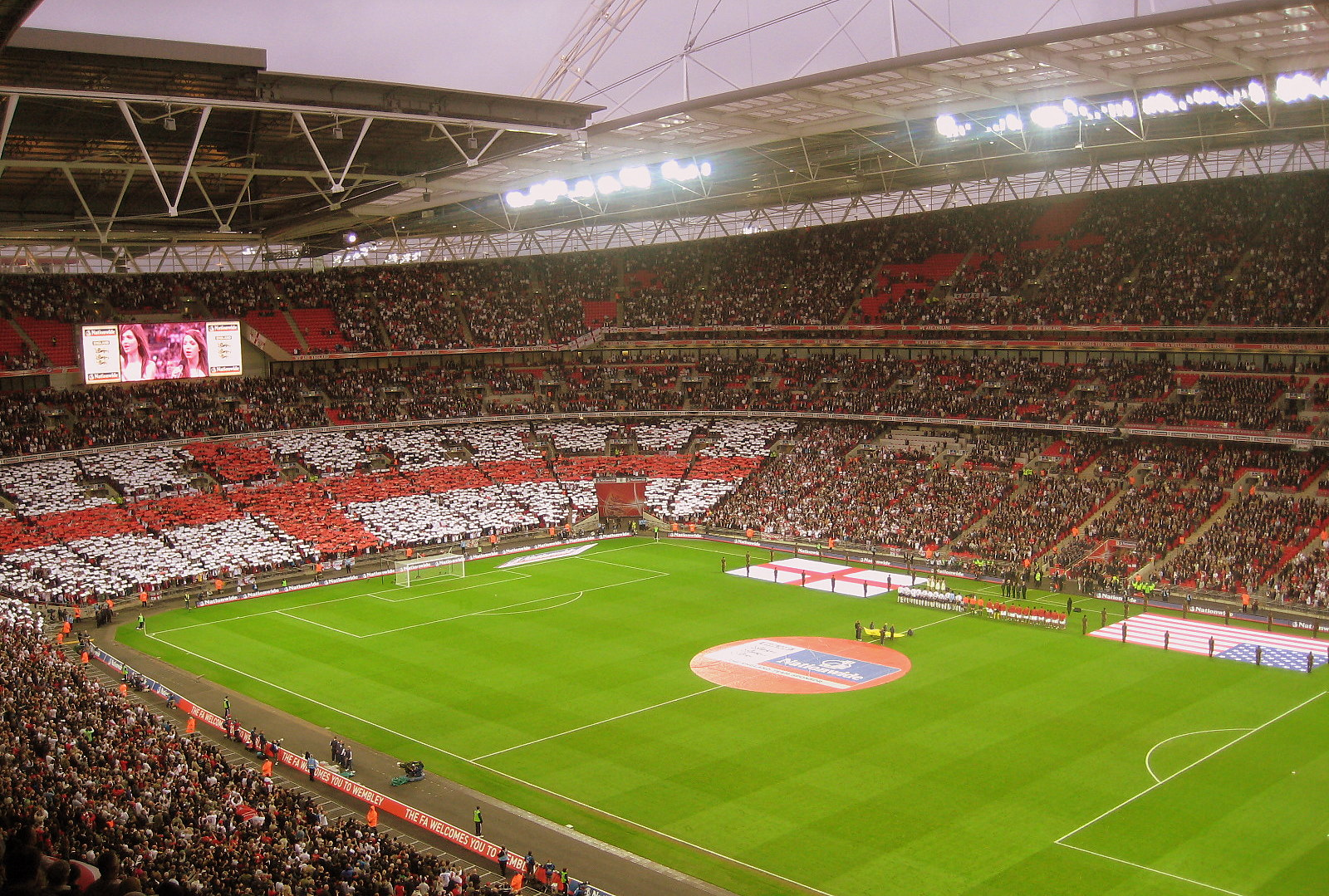
Vista del interior del Estadio de Wembley, hogar de la selección de fútbol de Inglaterra, durante un partido internacional.

Inglaterra cuenta con una gran tradición deportiva, y durante el siglo XIX fue la cuna de varios deportes que actualmente se juegan alrededor del mundo. Entre los deportes originados, o mejor dicho, reglamentados por primera vez, en Inglaterra se cuentan el fútbol, el críquet, el rugby, el tenis, el bádminton, el hockey, el boxeo, entre muchos otros. A nivel internacional, Inglaterra cuenta con una representación independiente del resto del Reino Unido en la mayoría de los deportes colectivos, por lo que tiene participación en eventos como el Mundial de Fútbol y el Mundial de Rugby, así como también en los Juegos de la Mancomunidad. Sin embargo, en los Juegos Olímpicos el Reino Unido participa como un único equipo, representado por la British Olympic Association, el comité olímpico nacional del Reino Unido.
El deporte más popular en Inglaterra es el fútbol. El representativo nacional, la selección de fútbol de Inglaterra, ganó la Copa Mundial de Fútbol de 1966, que fue celebrada en la propia Inglaterra. La Asociación de Fútbol de Inglaterra es la más antigua en su tipo y la FA Cup y la Football League son las competencias más antiguas de copa y de liga respectivamente. También se encuentra el club más antiguo del mundo, el Sheffield Football Club que fue fundado en 1857. La máxima categoría del fútbol inglés, la Premier League, es la liga de fútbol con mayor audiencia en el mundo, así como también la más lucrativas. Los equipos ingleses han obtenido buenas actuaciones en las competiciones europeas y la Copa de Europa ha sido ganada por el Liverpool, Manchester United, Nottingham Forest, Aston Villa, Chelsea y Manchester City, mientras que el Arsenal, Tottenham Hotspur y Leeds United han alcanzado la final.

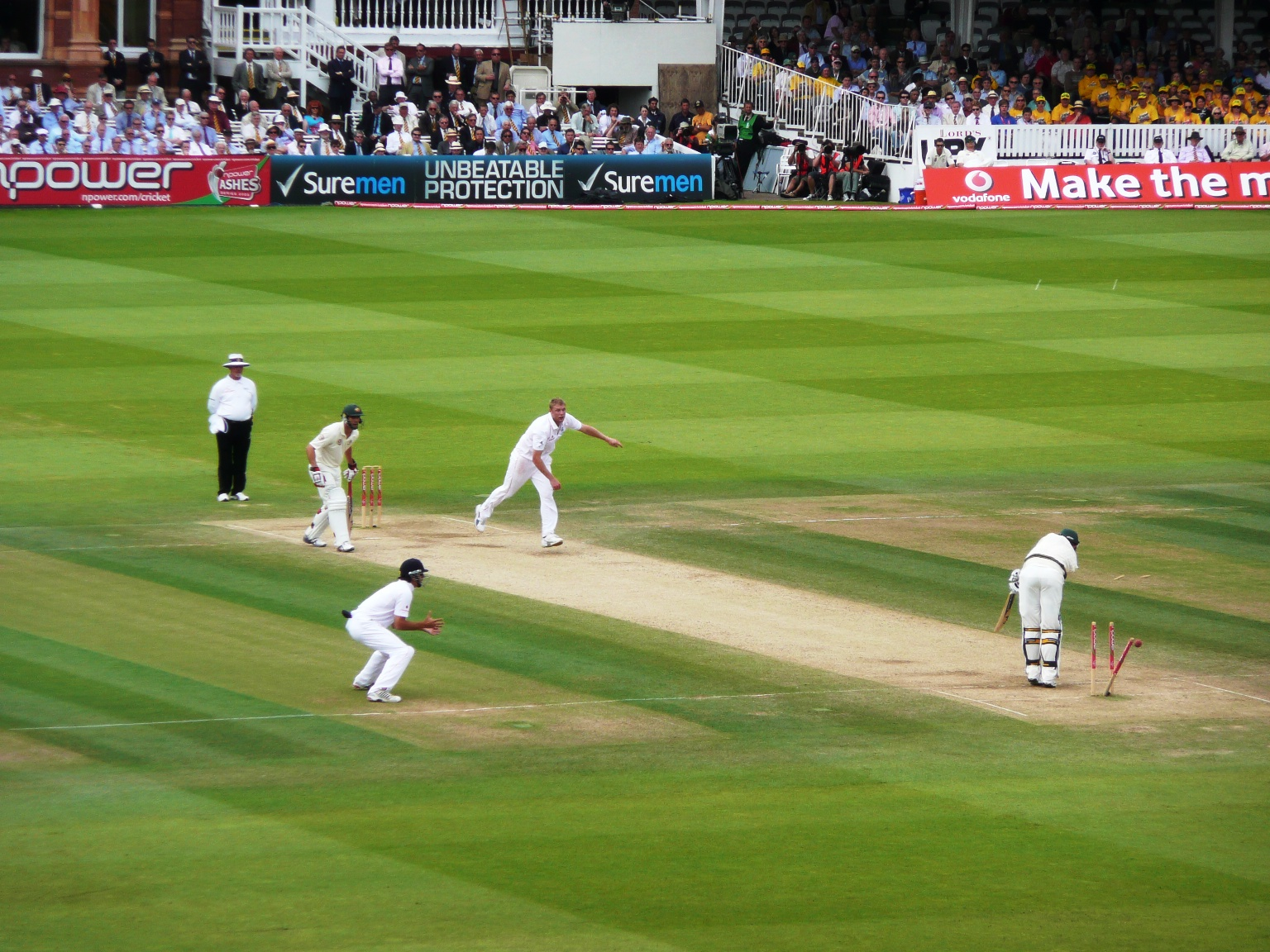
Escena del partido entre Inglaterra y Australia por The Ashes en 2009, en el Lord's Cricket Ground de Londres.

Se cree que el críquet comenzó su desarrollo en el periodo medieval entre las comunidades metalúrgicas y agrícolas del Weald. Los miembros de la selección inglesa son de nacionalidad galesa e inglesa, a diferencia de las selecciones de otros deportes en la que solo entran ingleses, y una de sus mayores rivalidades es con la selección de Australia con la que anualmente disputa un encuentro denominado como The Ashes. Inglaterra ha organizado la Copa Mundial de Críquet en cuatro ocasiones y localmente se disputan diversos campeonatos como el County Championship.

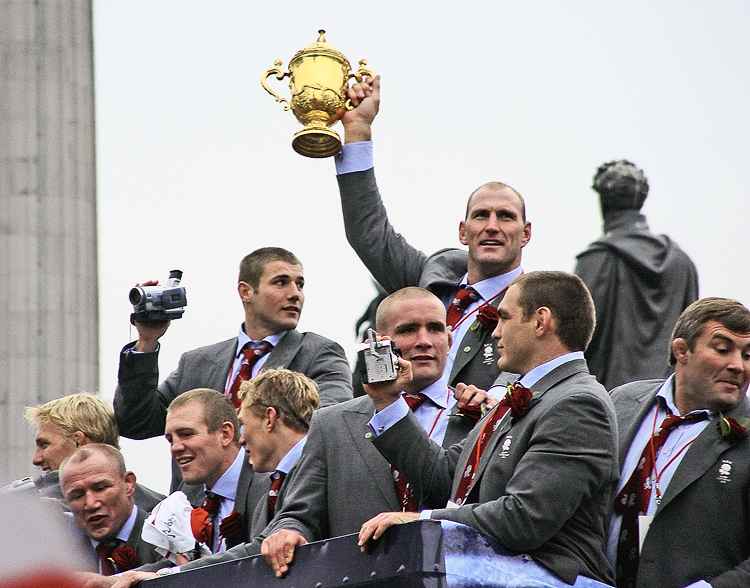
La selección de rugby de Inglaterra celebra la obtención de la Copa Mundial de Rugby de 2003.

En cuanto al rugby, la selección inglesa se coronó campeón de la Copa Mundial de Rugby de 2003, mismo torneo que organizó en 1991 y que albergó en su edición de 2015. A su vez, la selección juega anualmente en el Torneo de las Seis Naciones. A nivel de clubes, siendo la máxima categoría nacional la Premiership Inglesa, los equipos Leicester Tigers, London Wasps, Bath Rugby y Northampton Saints han conseguido la Heineken Cup, máxima competición europea del deporte.
Una variante del rugby, el rugby league o rugby a 13, originado en Huddersfield en 1885, se juega en todo Inglaterra, pero en algunas zonas del norte es el deporte más importante en muchas áreas, en especial en Yorkshire, Cumbria y Lancashire. Anteriormente existía un solo equipo representante del Reino Unido en competencias internacionales, pero desde 2008 cada nación cuenta con su propia selección de rugby league, entre ellas la de Inglaterra, que participó en la Copa Mundial de Rugby League de 2013. Los clubes de este deporte juegan en la Super League, la mayor competencia europea de rugby league.
Otros deportes populares incluyen el tenis, siendo el Campeonato de Wimbledon el torneo más antiguo y uno de los cuatro Grand Slam, y las carreras de caballos. Además, anualmente en el Circuito de Silverstone se realiza un Gran Premio válido para la Fórmula 1.
Otros eventos importantes incluyen los Juegos Olímpicos de Londres 2012 y la Copa Mundial de Rugby de 2015.

## Símbolos nacionales

El Escudo de Inglaterra.

La bandera de Inglaterra, conocida como la Cruz de San Jorge, ha sido utilizada como tal desde el siglo XIII. Originalmente esta era la bandera utilizada por la República de Génova, que controlaba hegemónicamente el comercio marítimo mediterráneo. Desde 1190 el monarca inglés pagó un tributo al dogo de Génova para que los barcos ingleses pudieran enarbolarla y quedar así protegidos al entrar en el Mediterráneo. Esta cruz roja fue utilizada por gran cantidad de cruzados en los siglos XII y XIII, así como también por ciudades y naciones que tenían a San Jorge como santo patrono. Desde el año 1606 la Cruz de San Jorge ha formado parte del diseño de la bandera del Reino Unido, la que fue diseñada por Jacobo I.

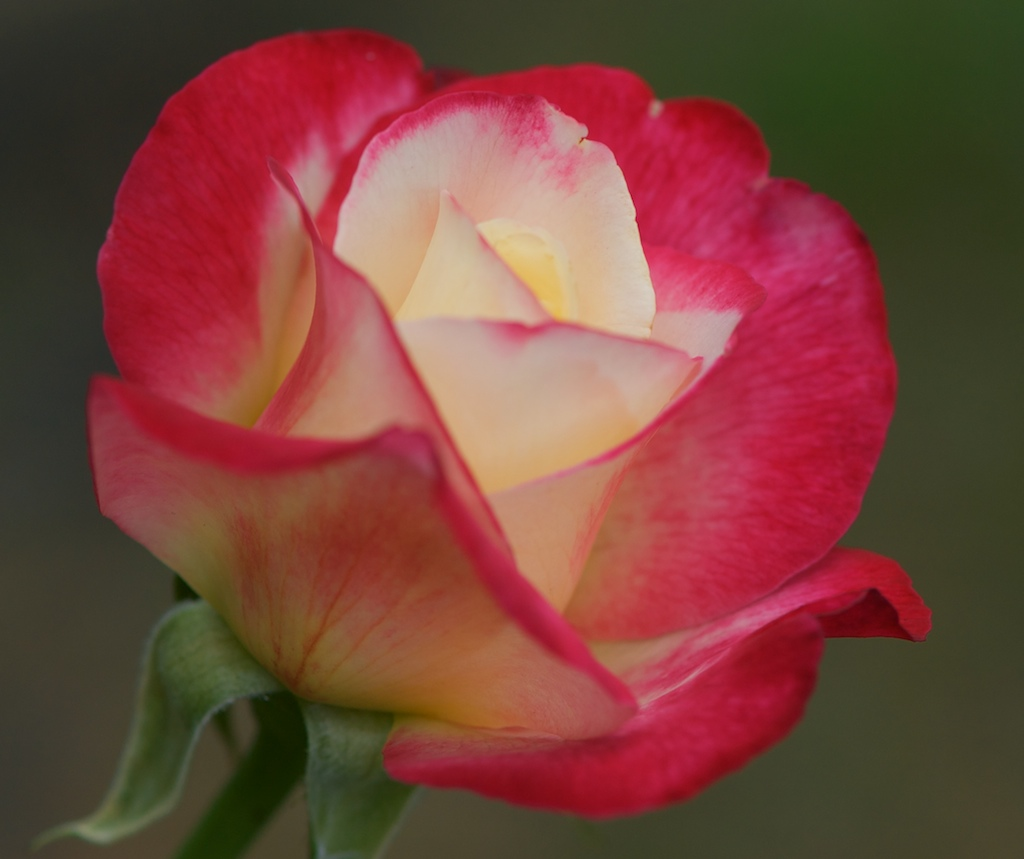
La Rosa Tudor, flor nacional.

El escudo de Inglaterra, en el cual aparecen tres leones, se remonta a su adopción por Ricardo Corazón de León en 1198. El escudo, similar al escudo de Normandía, se define en el lenguaje heráldico como: «en un campo de gules, tres leones leopardos de oro, armados y linguados de azur». Inglaterra no cuenta con un himno nacional oficialmente designado como tal, como lo es «God Save the Queen» con el Reino Unido como un todo. Sin embargo, algunas canciones han sido consideradas como himno nacional de Inglaterra como «Jerusalem», «Land of Hope and Glory», que fue utilizada como tal en los Juegos de la Mancomunidad de 2002, y «I Vow to Thee, My Country».
Hay muchos otros símbolos de Inglaterra, oficiales o no, tales como la Rosa Tudor —flor nacional—, el dragón blanco y los tres leones que aparecen en el escudo de Inglaterra. La Rosa Tudor, conocida también como la Rosa Inglesa, fue adoptada como emblema nacional después de la guerra de las Dos Rosas y está formada por la unión de los símbolos de los bandos que se enfrentaron en esa guerra: la rosa blanca de la Casa de York con la rosa roja de la Casa de Lancaster; ambas con origen común en la Casa de Plantagenet y que pretendían el trono de Inglaterra. Otro símbolo es el roble, que representa la fuerza y la resistencia. El término de Roble Real se utiliza para designar al roble en el cual Carlos II se escondió de los parlamentaristas después de la ejecución de su padre, Carlos I. La fiesta nacional de Inglaterra es el Día de San Jorge, santo patrono inglés, que se celebra cada 23 de abril.